# トヨタ・GRヤリス
GRヤリス（ジーアールヤリス、GR YARIS）は、トヨタ自動車が生産しているハッチバッククーペ型のスポーツカーである。

## 概要
『GR』を展開する「GAZOO Racing カンパニー」が開発した車種で、本ブランドの専売車種としては2019年に発売された「GRスープラ」に続く2台目の車種である。
前述の「GRスープラ」および2012年に発売された「86」は同業他社（BMW、SUBARU）との共同開発によって誕生した車種であったが、本車種はトヨタが独自に開発したものである。また、同社における四輪駆動の市販スポーツカーとしては、1999年に生産を終了したST205型セリカGT-FOUR以来となった。
2020年に発売されたコンパクトカーの4代目ヤリスと車名は同じだが、一部のメカニズムを除いて別の車種として設計されている。

## 経緯
トヨタは1999年のシーズンを最後に世界ラリー選手権（WRC）より撤退したが、2017年から再び参戦している。その際に用いられたベース車両は3代目ヤリス（日本名：ヴィッツ）であったが、同車種の開発段階では競技車両への転換を想定していない設計だったこともあり、競合相手の車両に比べて不利となる部分（全長を伸ばしにくいサスペンションの構造や高めの全高など）が多く、さらなる戦闘力の向上を図るには競技での使用を前提とした専用車種の開発が必須となっていた。
そこでホモロゲーションモデルとして本車種の開発がスタートし、グループAの公認取得条件となる25,000台の生産を目標に掲げた。最高峰のWRCは当然ながら、市販車に近い規定のローカルラリー等でも勝てることを目指した。

## 生産と開発
2009年（平成21年）に発売されたスーパーカー「レクサス・LFA」専用の生産設備であった「LFA工房」を基礎として、本車種の生産から稼働する『GRファクトリー』と呼ばれるスポーツカーなどの少量生産に対応したベルトコンベアを用いないセル生産方式の生産設備を愛知県豊田市の元町工場に導入した。
開発はドライバーから現場で開発ドライバーのフィードバックを受けてその場で改善し、すぐにコース上に送り返すというモータースポーツのテストと同じ手法が採用されている。開発ドライバーは石浦宏明と大嶋和也がメインで、WRCドライバーのオイット・タナク、ヤリ＝マティ・ラトバラ、クリス・ミーク、全日本ラリー王者の勝田範彦らもテストを行った。トヨタには成瀬弘を祖とする市販車のテストドライバーたちが多数いるが、レーシングドライバーがメインの開発ドライバーとなるのは同社では珍しい事例である。

## 年表
- 2019年
  - 11月8日 - WRC最終戦ラリー・オーストラリアで『ヤリス GR-4』のティザー画像が公開される予定だったが、現地の大火災により、ラリーとともに中止された。
  - 12月4日 - 豊田章男社長が登場するティザー映像を公開。
  - 12月15日 - TGRF（TOYOTA GAZOO Racing Festival）にて、プロトタイプのデモ走行及び展示を披露。
- 2020年
  - 1月10日 - 東京オートサロンにて正式にワールドプレミア[4][5]。同年夏頃の販売を目指すとともに、この日から同年6月30日までの期間限定で特設サイトにて先行予約の受付が開始された。また先行予約限定の特別仕様車として「RZ First Edition」と「RZ High-performance・First Edition」が設定され、予約者向けの特典も用意される[6]。このほか、GRヤリスのシャシーはそのままに、1.5L直列3気筒DOHC12バルブNAエンジン・FF・CVTに換装したコンセプトカー[注釈 2]も同時に披露された。
  - 2月5日 - フェルナンド・アロンソ、ホセ・マリア・ロペス、クリス・ミークがテストドライブする動画を公開。
  - 2月13日 - 赤色のGRヤリスが、WRC第二戦ラリー・スウェーデンのゼロカーとして走行。
  - 6月2日 - 日本でのラインナップが発表。発売時期は同年9月頃とアナウンスされた[7]。
  - 8月21日 - 発売日が同年9月4日とアナウンスされた[8]。
  - 9月4日 - 公式発表・発売[9]。WLTCモードによる燃料消費率並びに排出ガスに対応し、「RS」は「平成30年排出ガス基準50%低減レベル（☆☆☆☆）」、「RC」と「RZ（「High performance」を含む）」は「同25%低減レベル（☆☆☆）」認定をそれぞれ取得している。
- 2021年
  - 3月9日 - 英国カー・オブ・ザ・イヤー2021および英国ベスト・パフォーマンス・カー2021を受賞[10][11]。
  - 6月7日 - KINTO限定の特別仕様車「RZ"High performance・モリゾウセレクション"」を発表。同日より取り扱いを開始[12]。「RZ"High performance"」をベースに、ウィンドシールドガラスにモリゾウサインを入れ、シートステッチ・コイルスプリング・ショックアブソーバーにROOKIE Racingにちなんだ配色を採用し、ホイールオーナメントやドアスイッチベースにROOKIE Racingロゴを挿入した。
- 2022年1月14日 ‐ 東京オートサロンにて「GRMNヤリス」を発表[13]。
- 2024年
  - 1月12日 - マイナーチェンジモデル及び8段GR-DAT（GAZOO Racing Direct Automatic Transmission）搭載仕様を発表（同年4月8日に発売）[14]。外観では、フロントバンパーが競技での破損と修理を想定した3分割構造に変更されたほか、ロアグリルが樹脂製から鋼鉄製に変更され、さらにGR-DAT搭載に伴い開口部が大型化された。リアは視認性やカスタマイズを想定してバックランプ位置がガラス下に変更され、これに伴って「GR YARIS」エンブレムがリアハッチ右下に、「GR-FOUR」エンブレムが同左下へ配置が変更されるともに、リアに位置していたトヨタのCIエンブレムが廃された。また大嶋和也の意見を反映し、テールランプの意匠が一文字に変更された。内装では操作パネルやディスプレイを運転席側に15度傾け、コクピットが25 mm下げられたほか、スイッチ類の位置変更やGR Full TFTメーターが採用された。ボディはスポット溶接打点数を約13%増加、構造用接着剤の塗布部位を約24%拡大して剛性を高めると同時に。エンジン出力が224 kW（304 PS）/ 400 Nm（40.8 kgf）に向上され、アイドリングストップシステムが廃止された他、「RS」グレードもGR-DAT仕様車の追加に伴い廃止された。
  - 1月25日 - 同日のラリー・モンテカルロオープニングセレモニーにて、先述のマイナーチェンジモデルをベースとした特別仕様車の「カッレ・ロバンペラエディション」「セバスチャン・オジェエディション」を発表[15]。
  - 3月21日 -「カッレ・ロバンペラエディション」「セバスチャン・オジェエディション」を国内発表。同日より全国のGRgarageにて各100台限定で抽選申込を実施[16]。
- 2025年
  - 4月11日 - 年次改良モデルを発表。GRカローラの改良モデルで採用された高剛性ボルトをシャシー締結部の一部に採用し、GR-DAT車ではGR-DATの制御最適化やフットレスト部分が大型化され、足回りではショックアブソーバーとEPSチューニング（RZ/RZHPのみ、グレード別専用設計）の最適化が施された。また縦引きパーキングブレーキが全グレードで選択可能になり、「Toyota Safety Sense」は全車標準装備に変更された。また、メーカーオプションとして「エアロパフォーマンスパッケージ」を同年秋より設定・発売することを同時発表した。

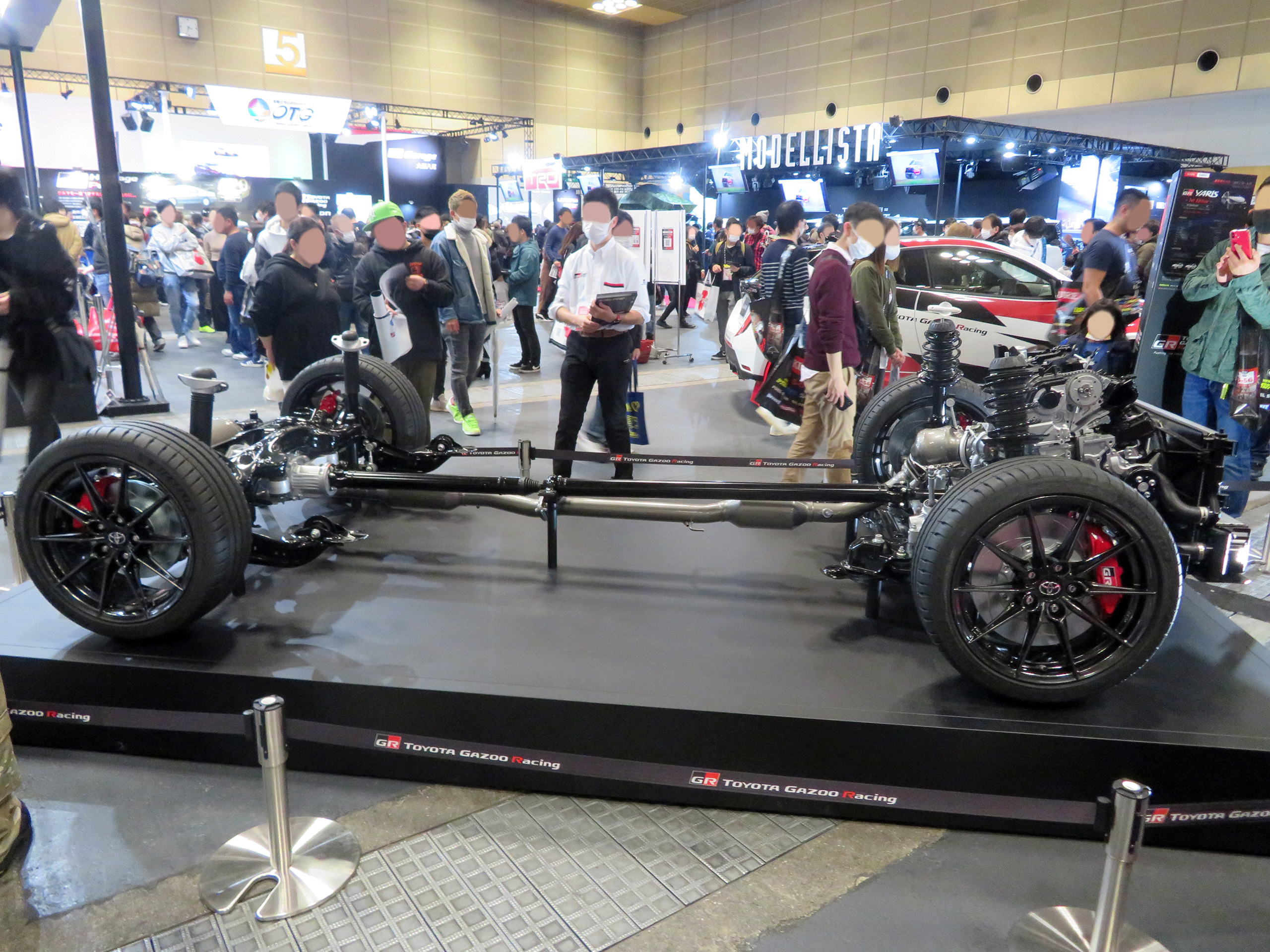
ランニング・システム（走行装置）の基本骨格部分
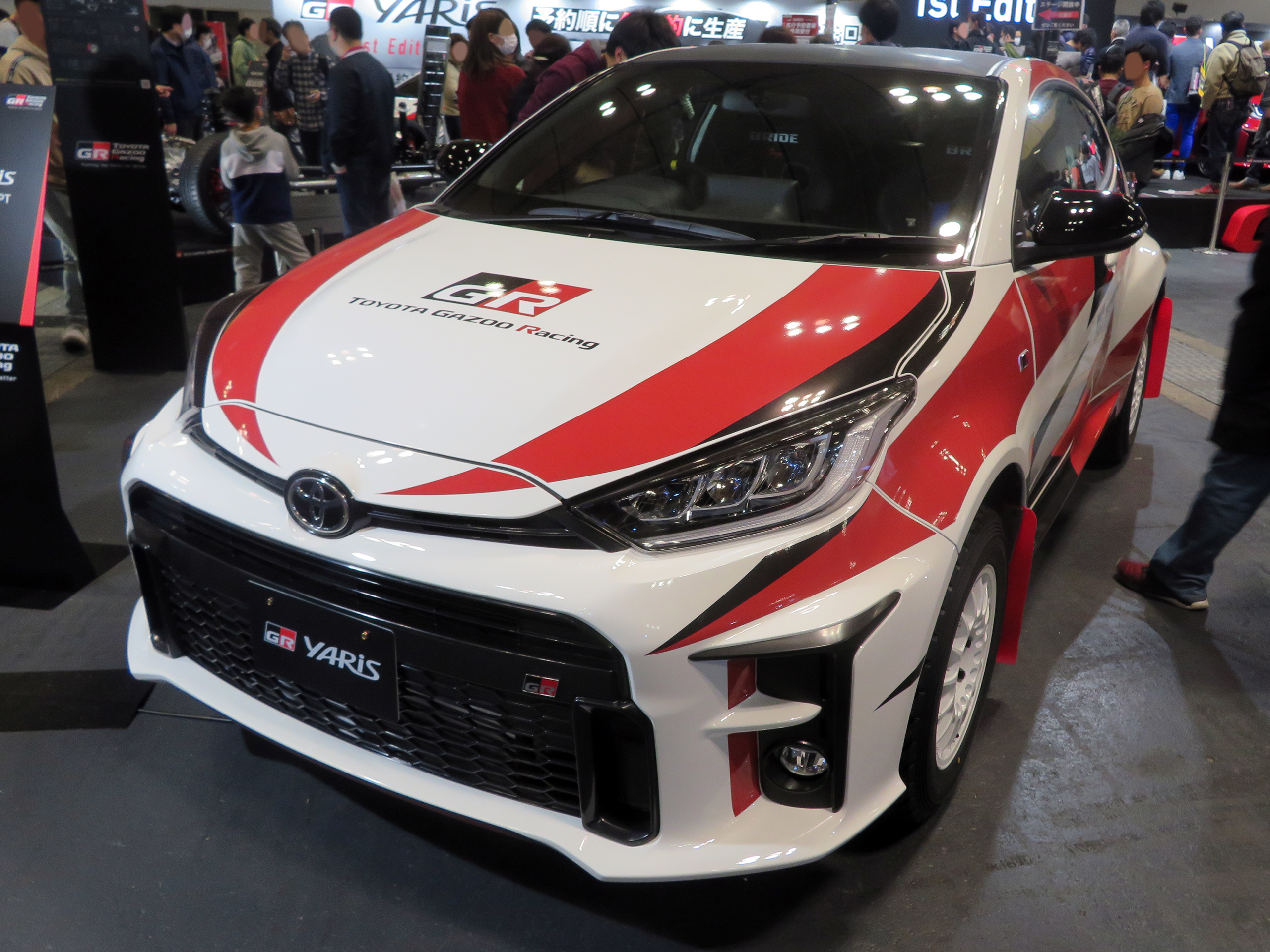
ラリー仕様（2020年撮影）
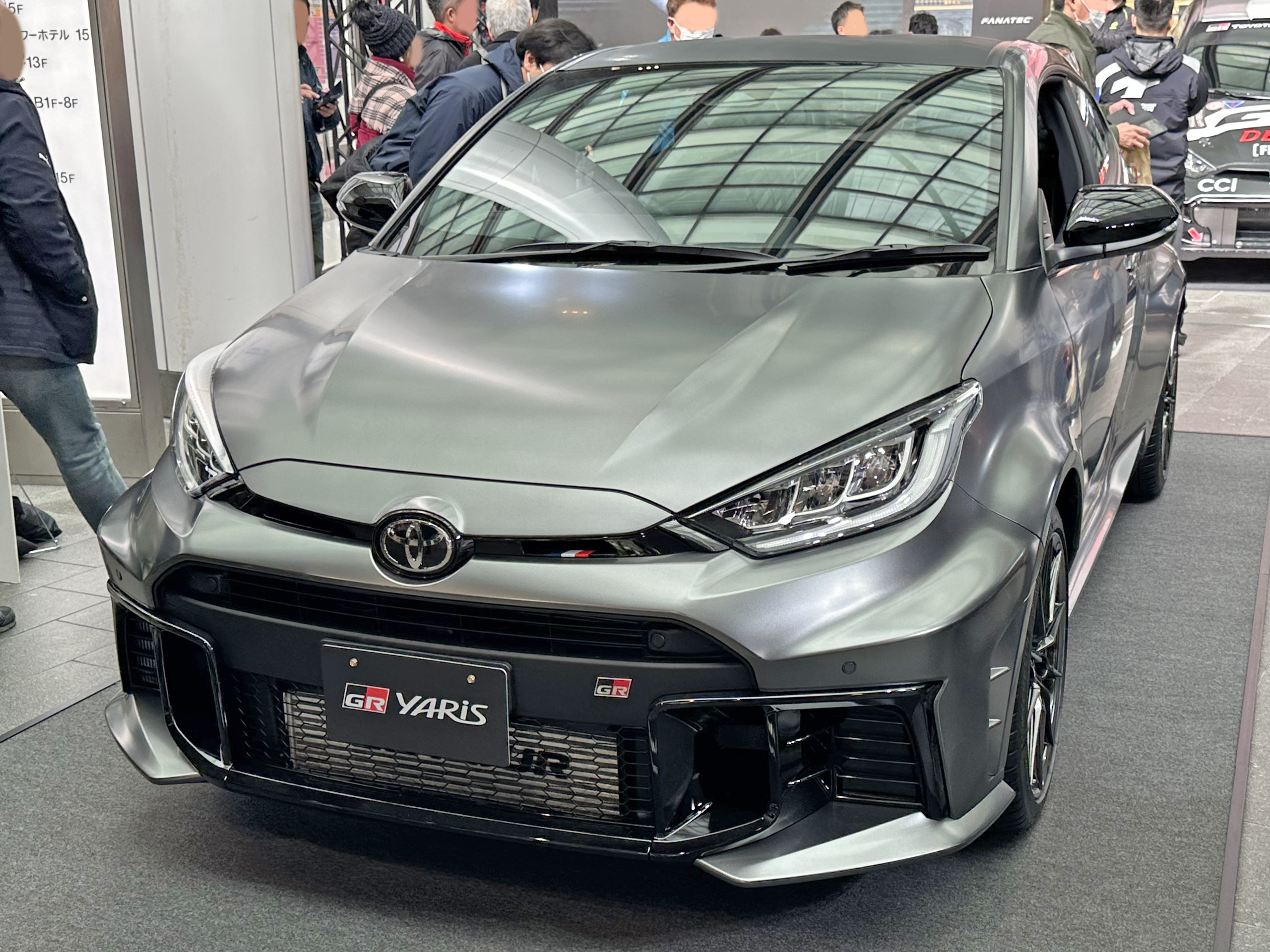
RZ"High performance・Sébastien Ogier Edition"
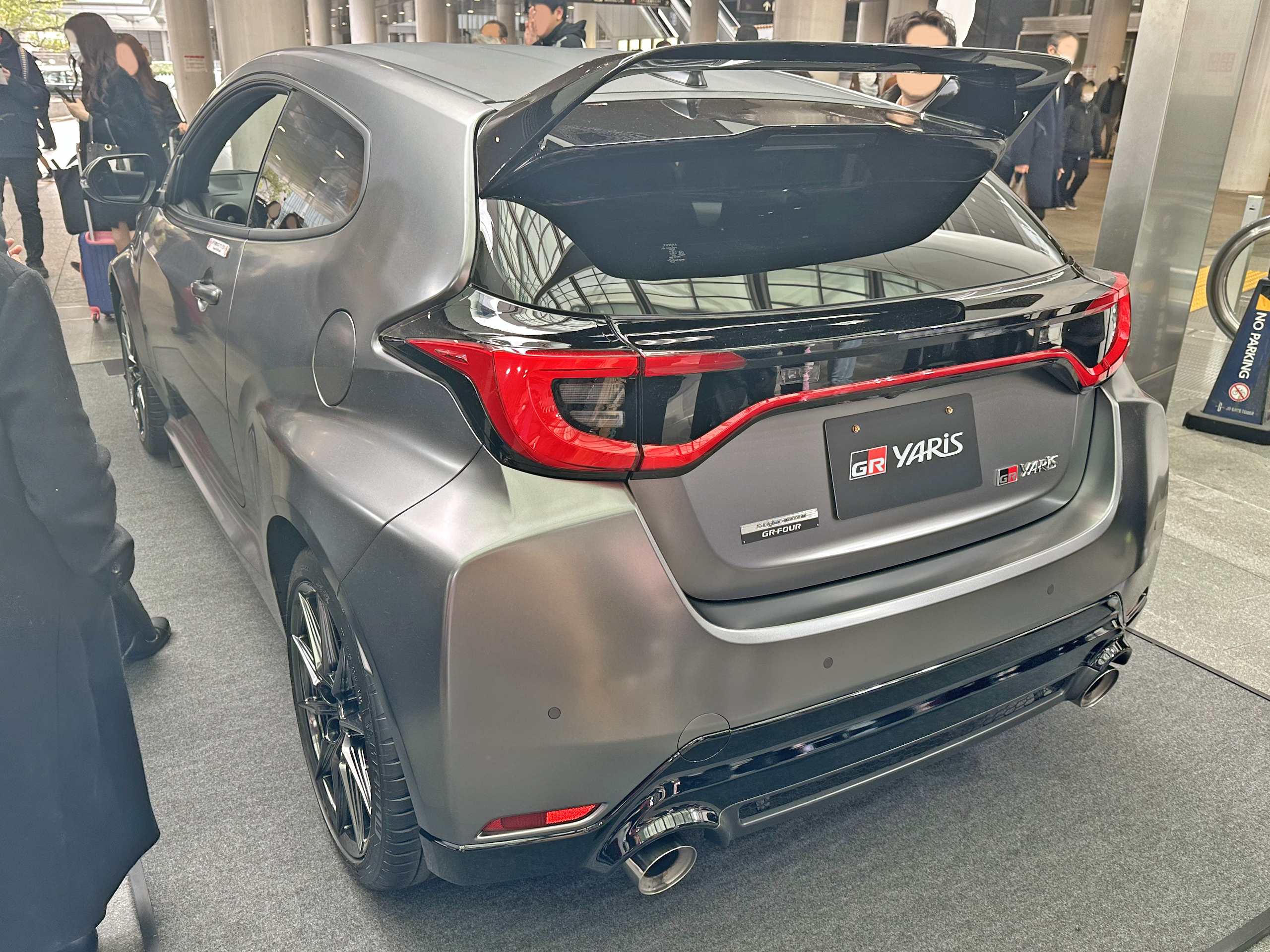
RZ"High performance・Sébastien Ogier Edition" リア
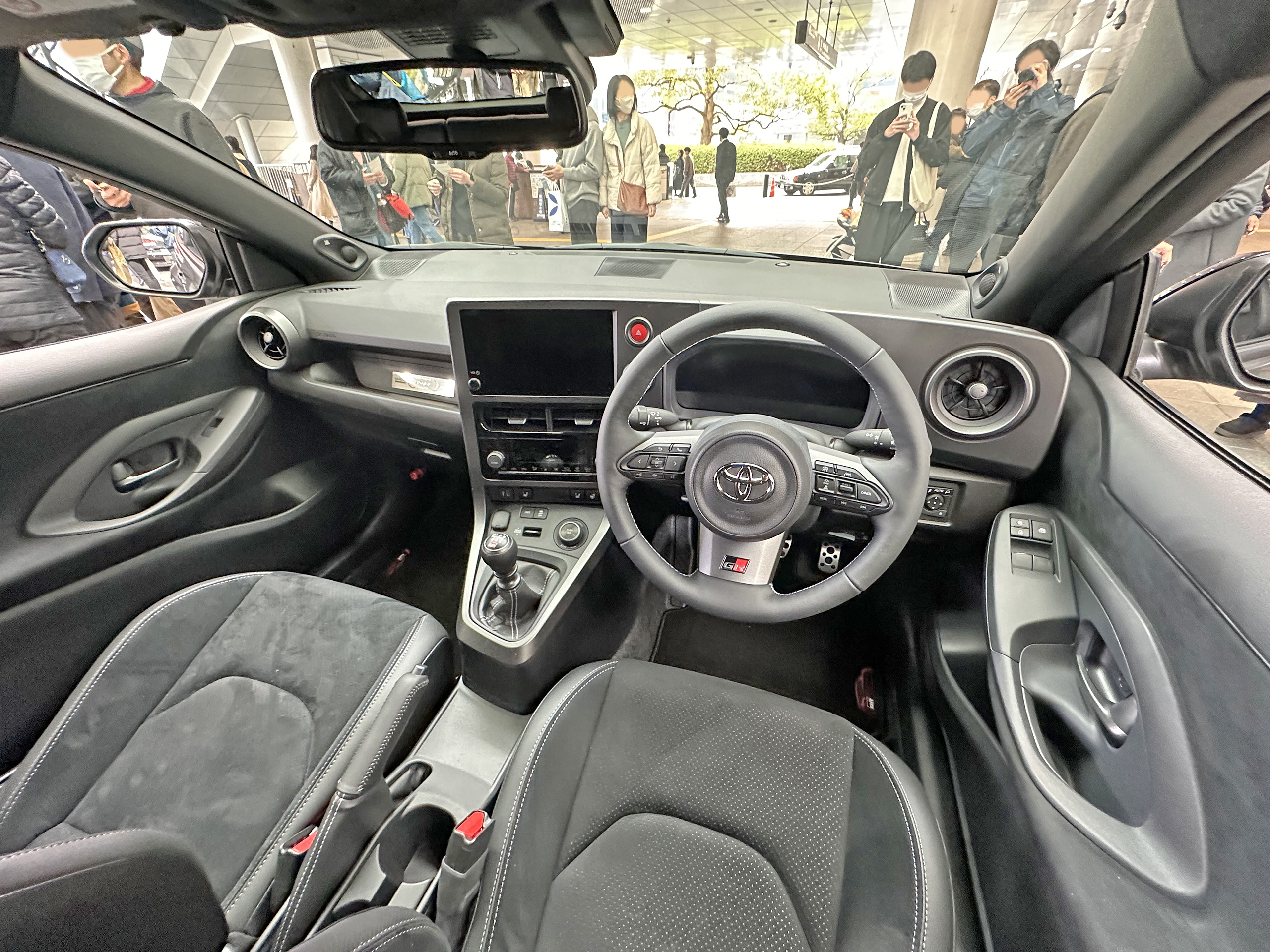
RZ"High performance・Sébastien Ogier Edition" インテリア
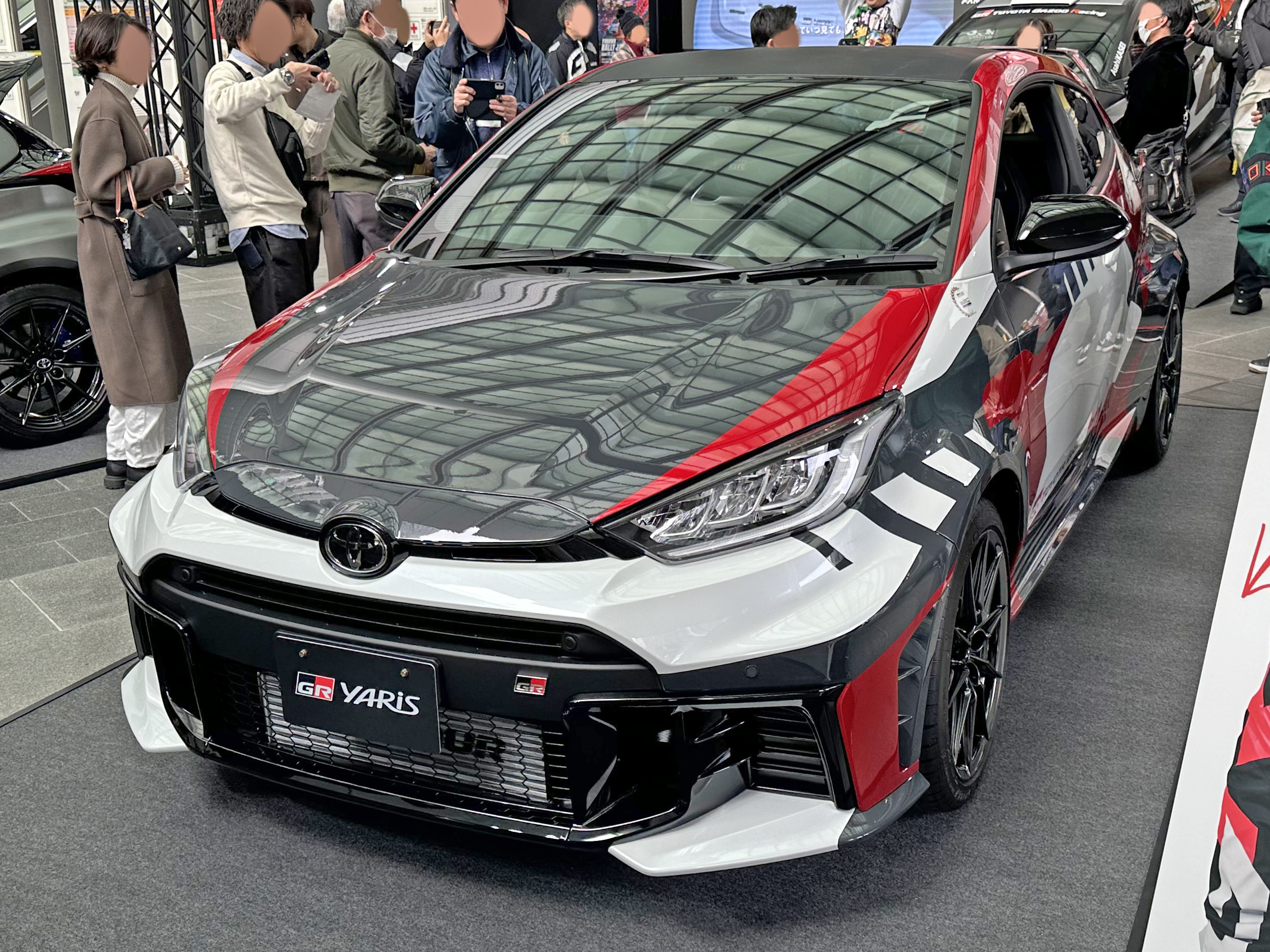
RZ"High performance・Kalle Rovanperä Edition"
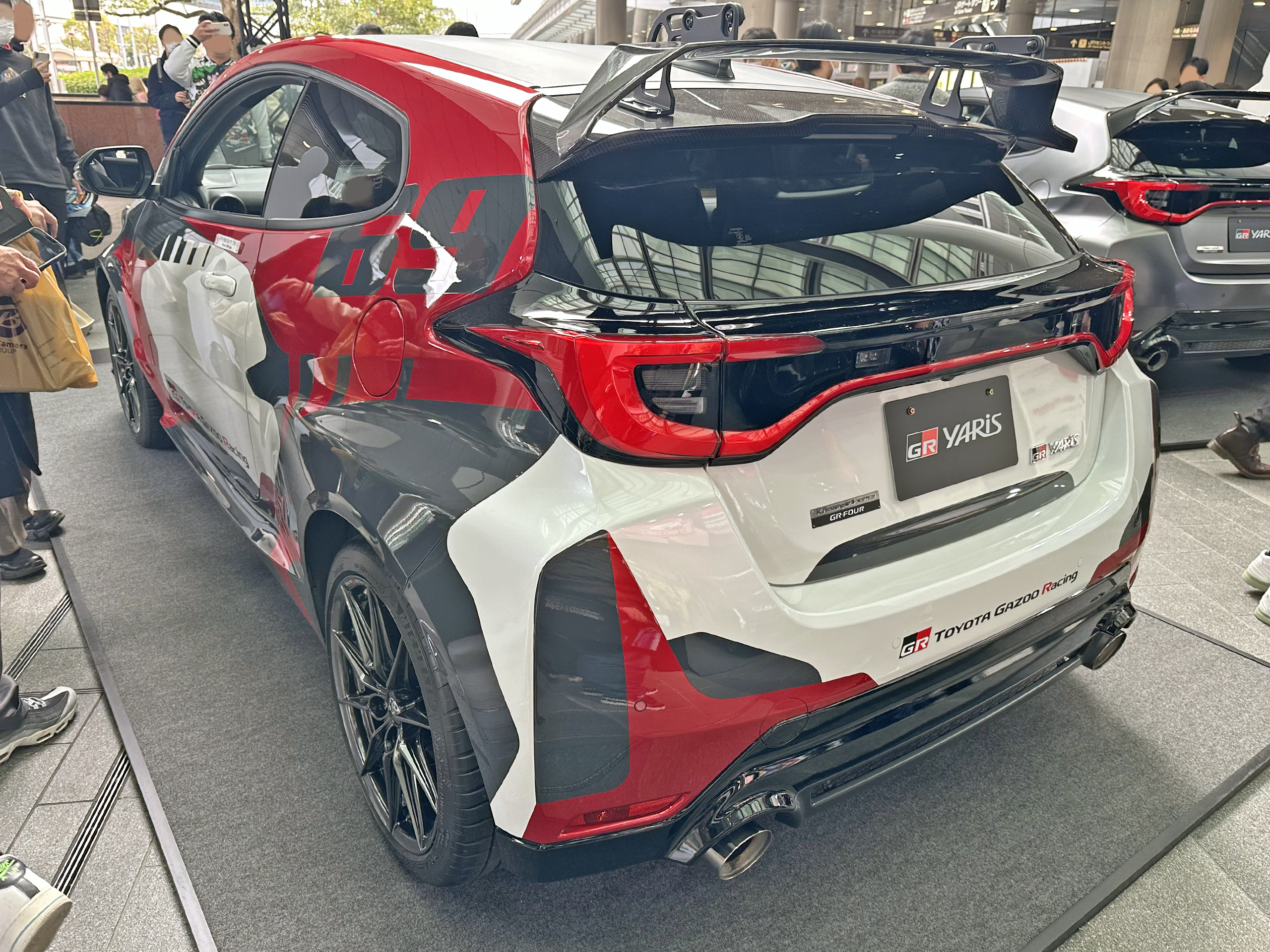
RZ"High performance・Kalle Rovanperä Edition" リア
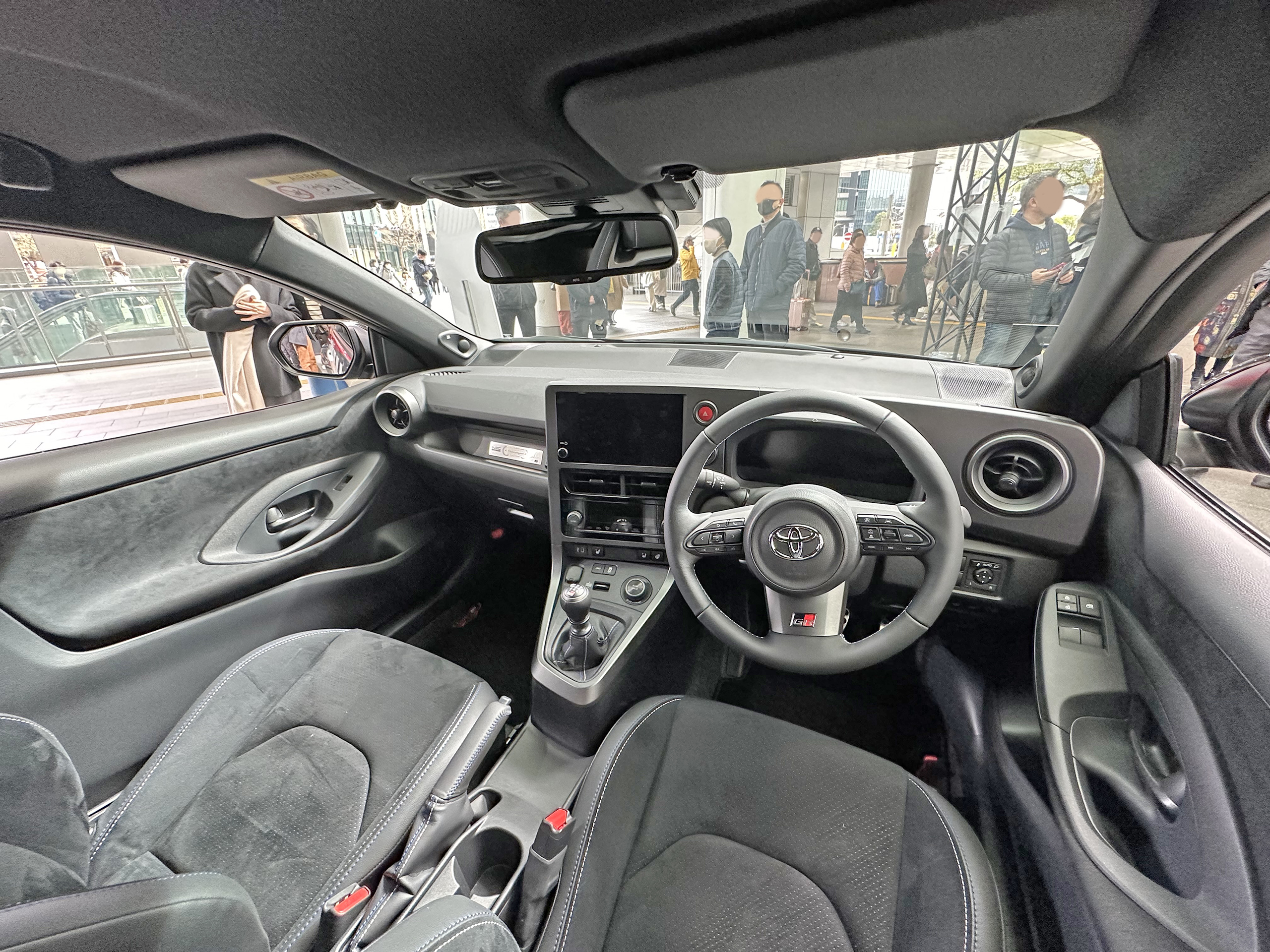
RZ"High performance・Kalle Rovanperä Edition" インテリア

## メカニズム
車両の基礎となるシャシーは3ドアで、屋根をカーボン製にするなど軽量化・低重心化・剛性の強化が図られている。これによりパワーウェイトレシオは4.71 kg/psに達する。またWRカーにする上で重要な空力特性も考慮され、リアのルーフ位置を下げてリアスポイラーに風を当てやすくなっている他、リアフェンダーは大きく盛り上がっている。
プラットフォームはすべて「GAプラットフォーム」で統一されているが、モータースポーツでの過酷な使用状況における走行性能を考慮した結果、（GAプラットフォームとしては初となる）車両の前半部分と後半部分で車両クラスの違うものを組み合わせるハイブリッド構造を用いて設計されている。前半はヤリス等のコンパクトカーが採用する「GA-Bプラットフォーム」を、後半はカローラ等のミドルサイズ車に採用される「GA-Cプラットフォーム」を用いることで、軽量かつ強靱なシャシーを実現した。なお、2つの異なるシャシーを用いているため、単独のプラットフォームで構成される4代目ヤリス（GA-Bプラットフォーム）と同一ファミリーであるとはみなされず、グループAの公認取得にはGRヤリスのみで25,000台の生産が必要となる。
国内向けと大洋州（オセアニア）向けのヤリスが全幅1,695 mmで5ナンバーサイズであるのに対し、GRヤリスは大洋州を除く海外向けを含めた全車が全幅1,700 mm以上の3ナンバーサイズとなる。
安全運転支援システムの「Toyota Safety Sense」は、前期型はRCグレードを除く全グレードでメーカーオプション、後期型は当初RCグレードのみメーカーオプションだったが、2025年4月発表の改良モデルより同年12月から適応となる国産継続生産車の自動ブレーキシステム搭載義務化に対応する為、全車標準装備に変更された。

### エンジン
エンジンは『RS』を除く全グレードで、新規開発となる「ダイナミックフォース スポーツエンジン」の第1弾である、排気量1.6 Lの水冷直列3気筒DOHCターボエンジン「G16E-GTS」型を搭載する。ヤリスに搭載された1.5 Lの水冷直列3気筒DOHCエンジンの「M15A-FKS」/「M15A-FXE」型と気筒数は同一だが、G16E型はモータースポーツでの使用を念頭に置いた専用設計のエンジンとなる。このエンジンはトヨタ自動車の下山工場にて製造生産が行われている。
シリンダーの内径（ボア）が87.5 mm、そして行程（ストローク）が89.7 mmとなり、排気量が1,600 ccを僅かに上回る1,618 ccとなったのは、ラリーでの常用域において最大の性能をrally2の上限排気量である1,620 cc以下で発揮できるように設計されたためである。圧縮比は10.5で、直噴とポート噴射の併用技術「D-4ST」を採用する。最高出力272 ps、最大トルク37.7 kgm（340 N/m）を発生し、0 - 100 km/h加速は5.5秒以下、最高速度は230 km/hを実現する。なお同エンジンは、ダイナミックフォースエンジンの特徴であるレーザークラッドバルブシートではなく、バルブシートを工夫して打ち込んでいる。これはメンテナンスやチューニングのしやすさも考慮しているためである。インタークーラーはラリーでのメンテナンス性を考慮して空冷式を採用している。なお『RZ“High-performance』には冷却スプレー機能が追加装着され、競技向けグレードの『RC』にもオプション設定されている。このほか、A25A-FKS型エンジンやM20A-FKS型エンジン、M15A-FKS型エンジンと同様にアイドリング時の振動対策として1次バランサーシャフトがクランクシャフトの直下に組み込まれている。

### パワートレイン
トランスミッションは『RS』を除く全グレードで、既存の12代目カローラシリーズ（セダン/ツーリング/スポーツ）およびC-HRなどで先行採用された、自動ブリッピング機能を持つ『iMT』（インテリジェントマニュアルトランスミッション）を搭載。パーキングブレーキは基本的にサイドターンを実現するため、電動ではなく手引き式となっている。

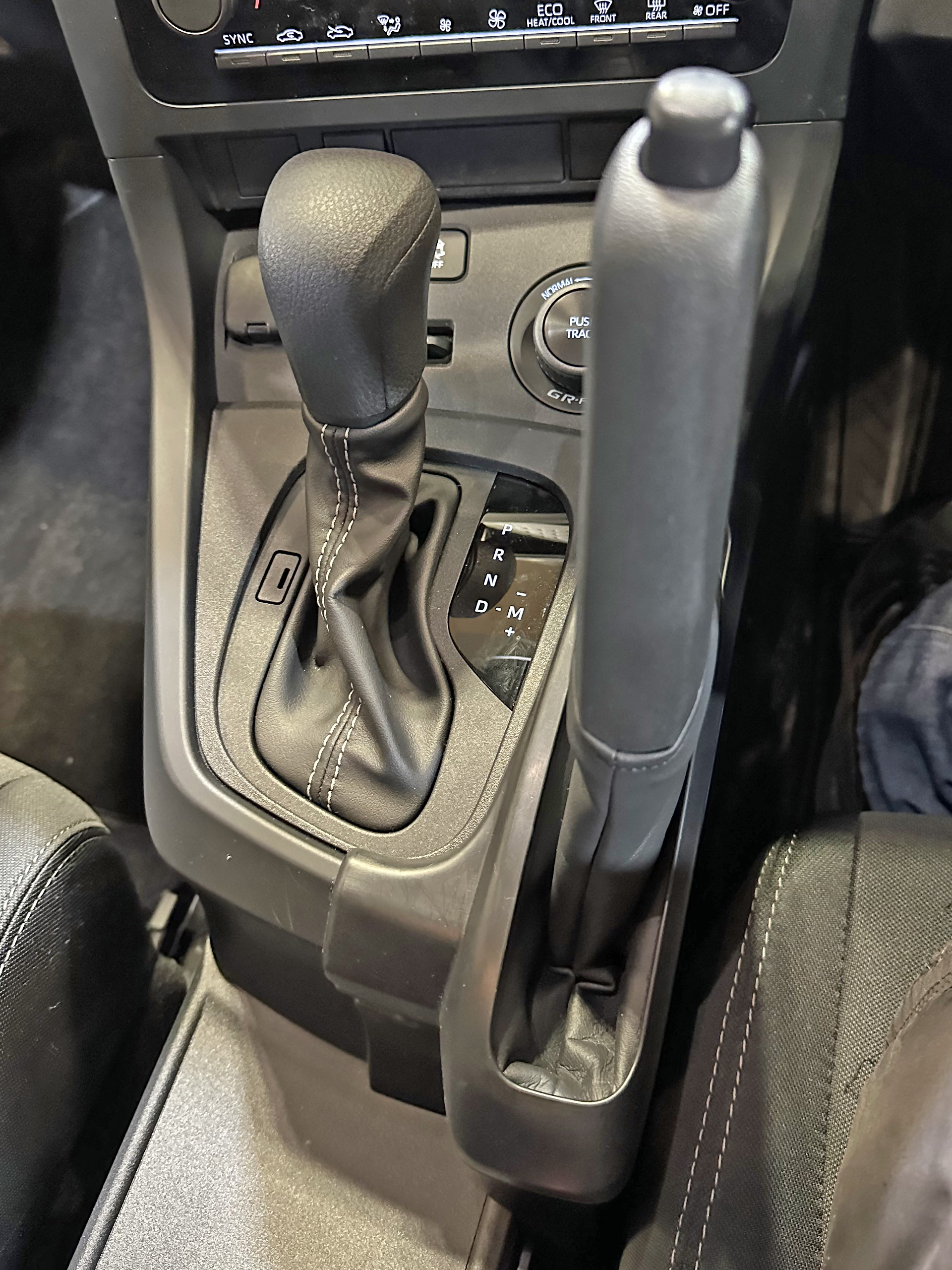
2024年1月改良型8段GR-DAT搭載モデルのシフトノブとパーキングブレーキ

2024年のマイナーチェンジではそれまでのiMTに加えて、8速『GR-DAT』（GAZOO Racing Direct Automatic Transmission）を選択できるようになった。ただし、車両重量はiMT搭載車と比べて20kg重くなる。
ギア比は以下の通り。
| ギア段階 | iMT (2020 - 2023年) | iMT (2024年-) | GAZOO Racing Direct Automatic Transmission |
| -------- | ------------------- | ------------- | ------------------------------------------ |
| 1速      | 03.428              | 03.538        | 04.435                                     |
| 2速      | 02.238              | 02.238        | 02.809                                     |
| 3速      | 01.535              | 01.535        | 01.933                                     |
| 4速      | 01.162              | 01.162        | 01.407                                     |
| 5速      | 01.081              | 01.081        | 01.266                                     |
| 6速      | 00.902              | 00.902        | 01.000                                     |
| 7速      | 0-                  | 0-            | 00.793                                     |
| 8速      | 0-                  | 0-            | 00.650                                     |
| 後退     | 03.83               | 03.831        | 03.590                                     |

四輪駆動車のセンターデフには、電子制御式カップリングを用いた新開発のスポーツ四輪駆動システムを採用。この技術は往年の『GT-FOUR』に対するヘリテイジの意味も込めて『GR-FOUR』を名乗る。また、トルクを電子制御多板クラッチセンターデファレンシャルにより前後の駆動輪に配分し、その配分は、通常で60:40、スポーツモードで30:70、トラックモードで50:50の3段階から選ぶことが可能である。
四輪駆動車では改造を前提に前後ともオープンデフを採用しているが、『RZ“High performance”』グレードに限り、トヨタ系の自動車部品会社であるジェイテクトが開発したトルセンLSDが装着される。

## グレード構成

### RZ "High performance"
1.6 Lのターボエンジン「G16E-GTS」型と6速マニュアル、四輪駆動システム「GR-FOUR」を搭載した最上級グレードとなる。BBS製の専用鍛造アルミホイールとミシュラン製の高性能タイヤ「Pilot Sport 4S」が装備され、トルセンLSDとブレーキの冷却用ダクト、さらにインタークーラーには水をスプレー状にして吹きかけ、エンジンの吸気温度を下げるシステムも搭載される。さらに内装ではフロントシートは専用設計のプレミアムスポーツシートで、サーキットでの走行を考慮したモデルとなっている。また、前期モデルではスポーツモデルでありながらアイドリングストップ機構も装備されていたが、後期型で廃止された。

#### RZ "High performance・モリゾウセレクション"
RZ "High performance"をベースとしたKINTO専用グレード。GRMNと同じくソフトウェアやエンジン、駆動系に強化を施す「アップデートプログラム」と、購入者に好みのカスタムが出来るように購入者自身の運転データを収集し解析、それを元にエンジン制御、ステアリング制御、駆動配分を各自に合わせる「パーソナライズプログラム」の2通りの提供方法を選択可能。
フロントウインドには1stエディションと同じくモリゾウサイン、ホイールオーナメントにはROOKIE Racingのロゴが付く。また、専用カラーに施されたサスペンションも装備される。KINTOでは原則改造不可が契約の条件だが、原状回復可能を原則として違法にならない程度の改造を許可している。また、トヨタ販売店（GRgarage含む）で取り付けられたパーツは外さずに返却しても可能だが、それ以外で取り付けたパーツは外す必要がある。月額54,300円からで契約期間は約3年としている。

### RZ
1.6 Lのターボエンジン「G16E-GTS」型と6速マニュアル、四輪駆動システム「GR-FOUR」を搭載した上級グレードとなる。

### RC
ディスプレイオーディオ等の快適装備を省略して軽量化を図った、競技車両のベース車向けのグレードである。エンジンや駆動システムなど基本的なメカニズム部分は「RZ」と共通であるが、フロントブレーキはラリー用のタイヤとホイールが装着できるよう「RZ」のディスクローターを1インチ小径化し、さらにワンピース構造とした「RC」専用品が装備される（前後のキャリパー自体は「RZ」と共通である）。それに加えてタイヤとホイールは「RZ」の18インチから17インチへと変更されている。なお、ホイールはスチール製ではなく「RC」専用デザインのアルミホイールとなっている（いずれもオプションで「RZ」と同じものに変更可能）。エアコンはオプションで選択可能。

#### RC"Light Package"
RCをベースに、遮音材･リアシート･リアゲートダンパー･リアスポイラー･塗装を省いたグレード。リアクォーターガラス･バックドアガラスが専用軽量ガラスに変更、バッテリも専用の軽量バッテリが装備される。オプションだったエアコン、寒冷地仕様は選択不可。車重がRCの1250 kgから1170 kgと軽量化されており、1.6 Lターボ仕様では最軽量グレードとなる。

### RS
外装はRZ/RCグレードと共通ながら、パワートレーンを「ヤリス（5ドアハッチバック）」と同じ1.5 Lの自然吸気エンジン『M15A-FKS』型、さらに前輪駆動としたモデルである。これにより車重が「RZ」の1,280Kgから1,130Kgと大幅な軽量化を実現している。トランスミッションは、発進用ギアを兼ね備える『ダイレクトシフトCVT』に加え、「ヴィッツ GR」で実用化した「シーケンシャル10段変速MTモード」を搭載する。パーキングブレーキはRZ/RCグレードと異なり、「ヤリスクロス」と同じく電動式を採用している。
2024年のマイナーチェンジで、GR-DAT搭載車が追加されたことに伴い廃止された。

#### RS "Light Package"
RSにフォージドカーボンルーフ（マーブル柄ラッピング）及びBBS製18インチ鍛造ホイールを装備、フロント･リアのスタビライザーが外されたグレード。車両重量が1130 kgから1110 kgにまで下がっており、GRヤリス最軽量グレードとなっている。

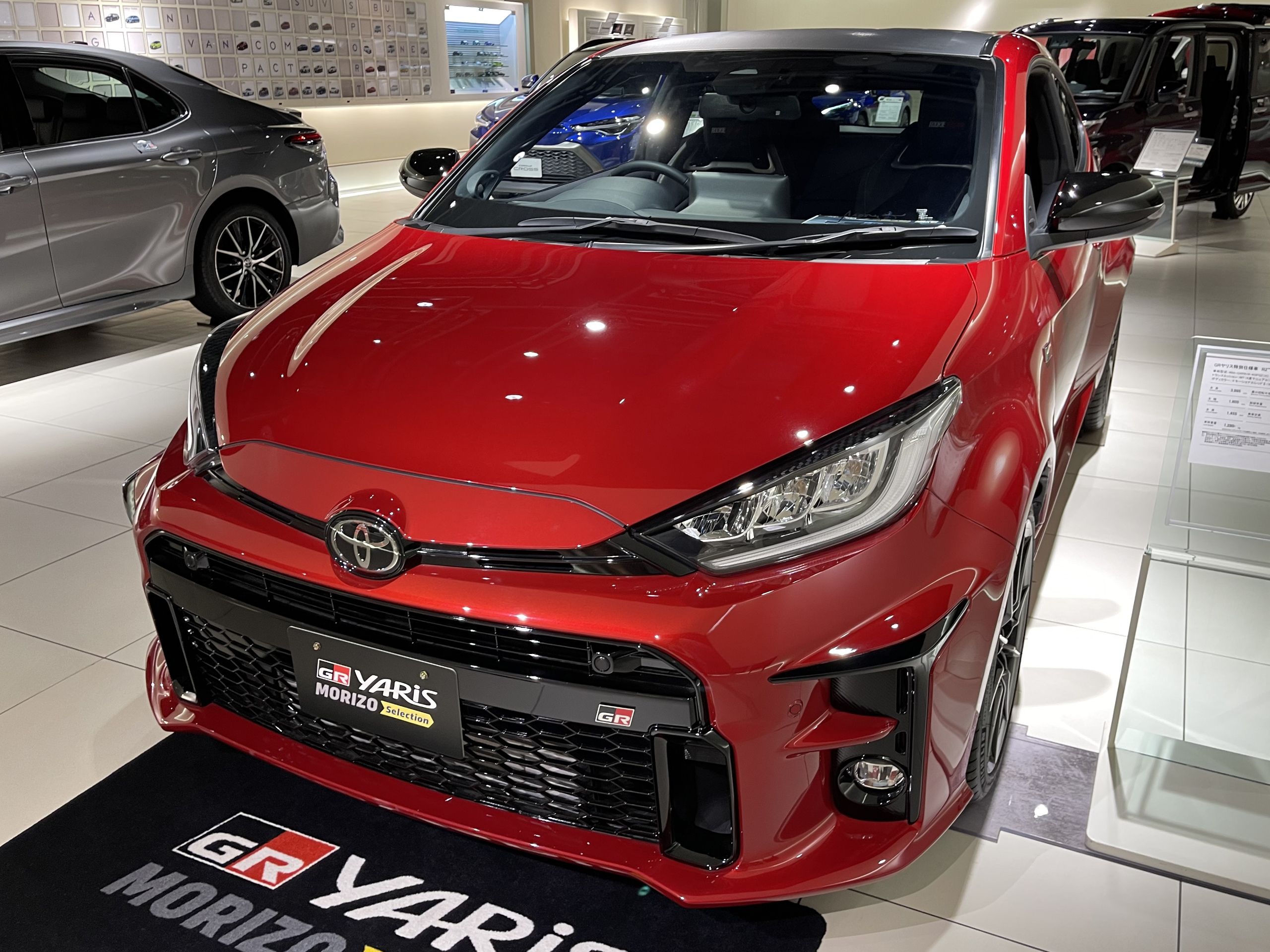
RZ "High performance・モリゾウセレクション" フロント
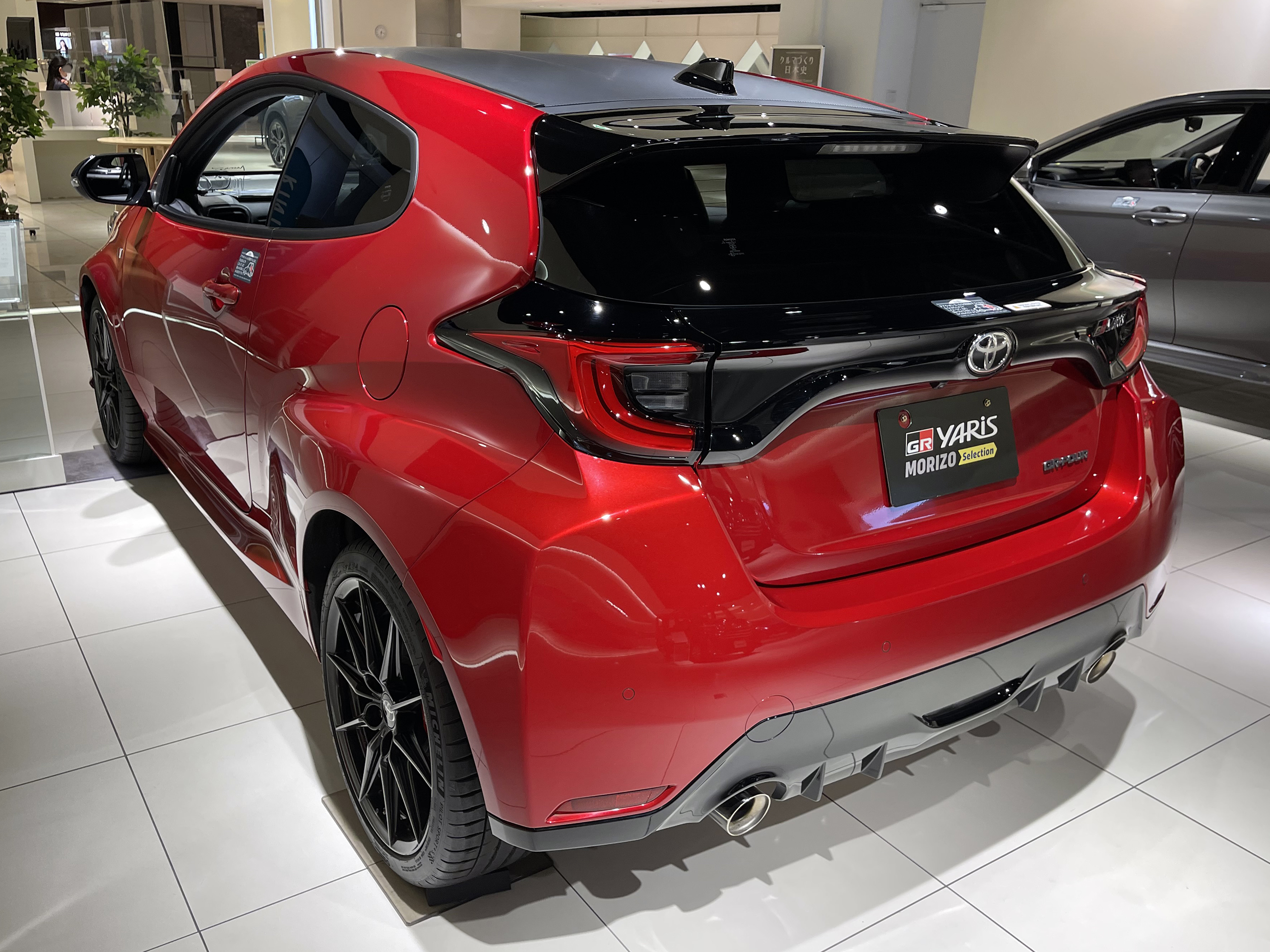
RZ "High performance・モリゾウセレクション" リア
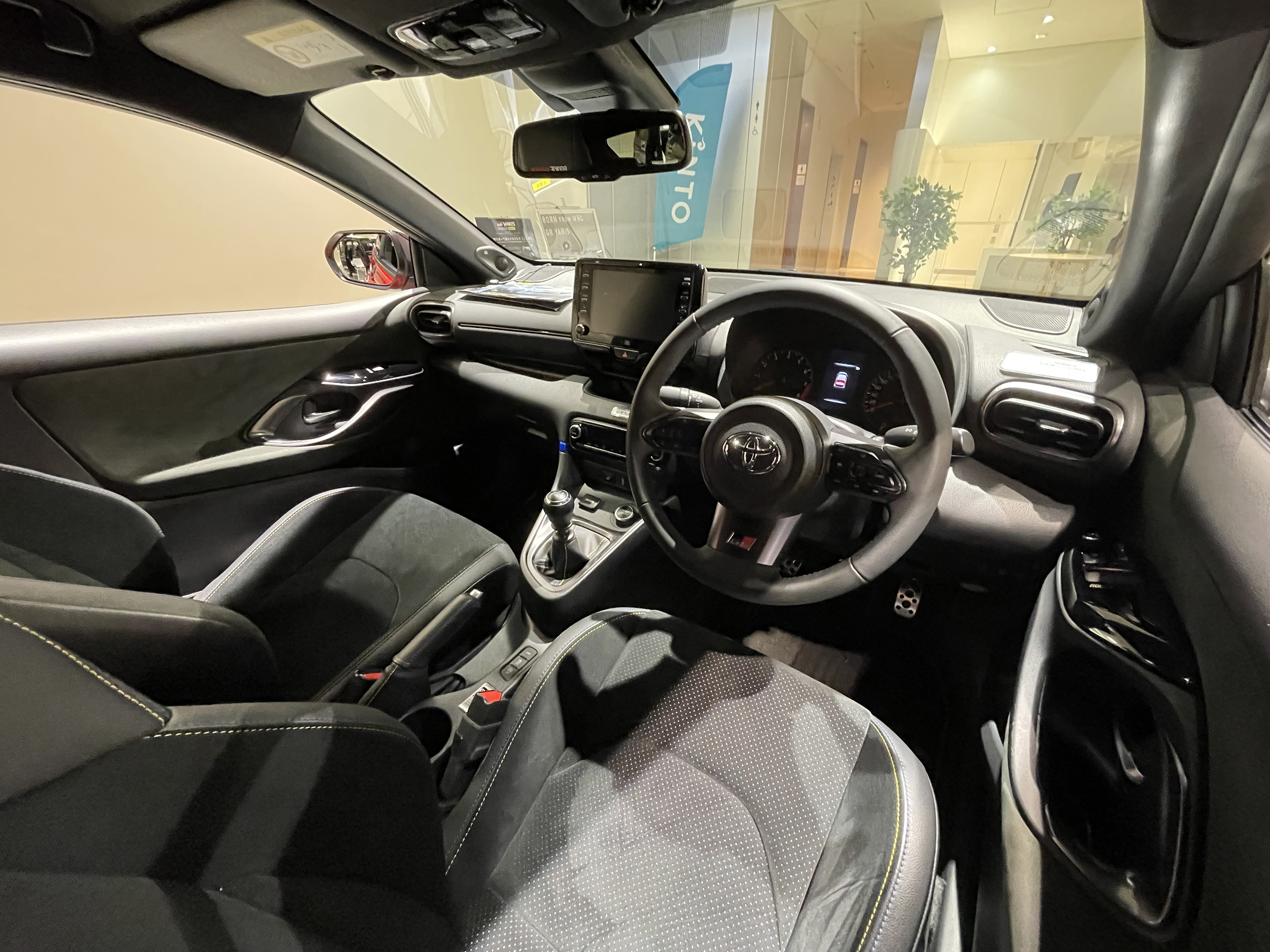
RZ "High performance・モリゾウセレクション" インテリア
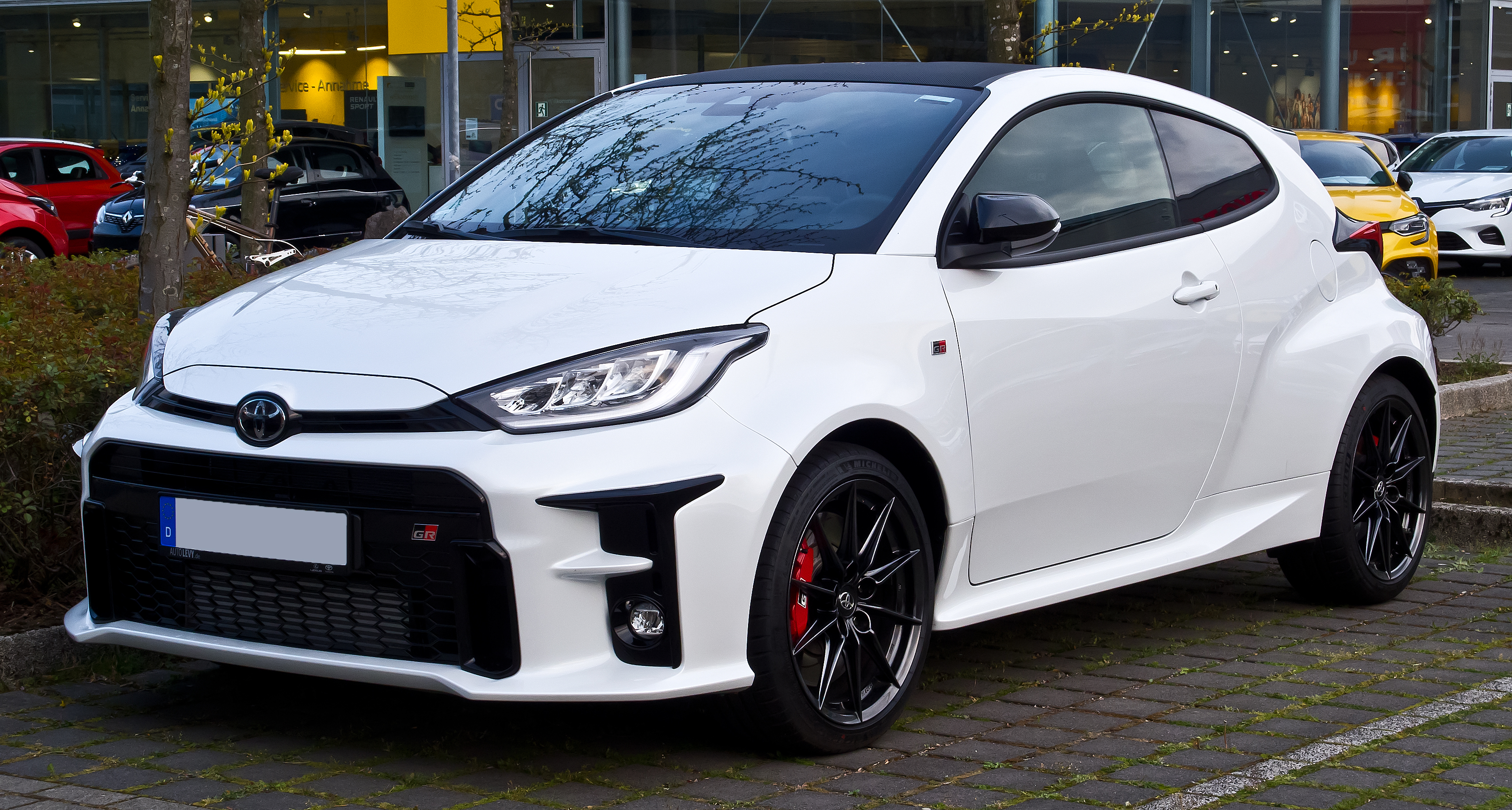
2020年9月販売型 RZ "High performance" フロント
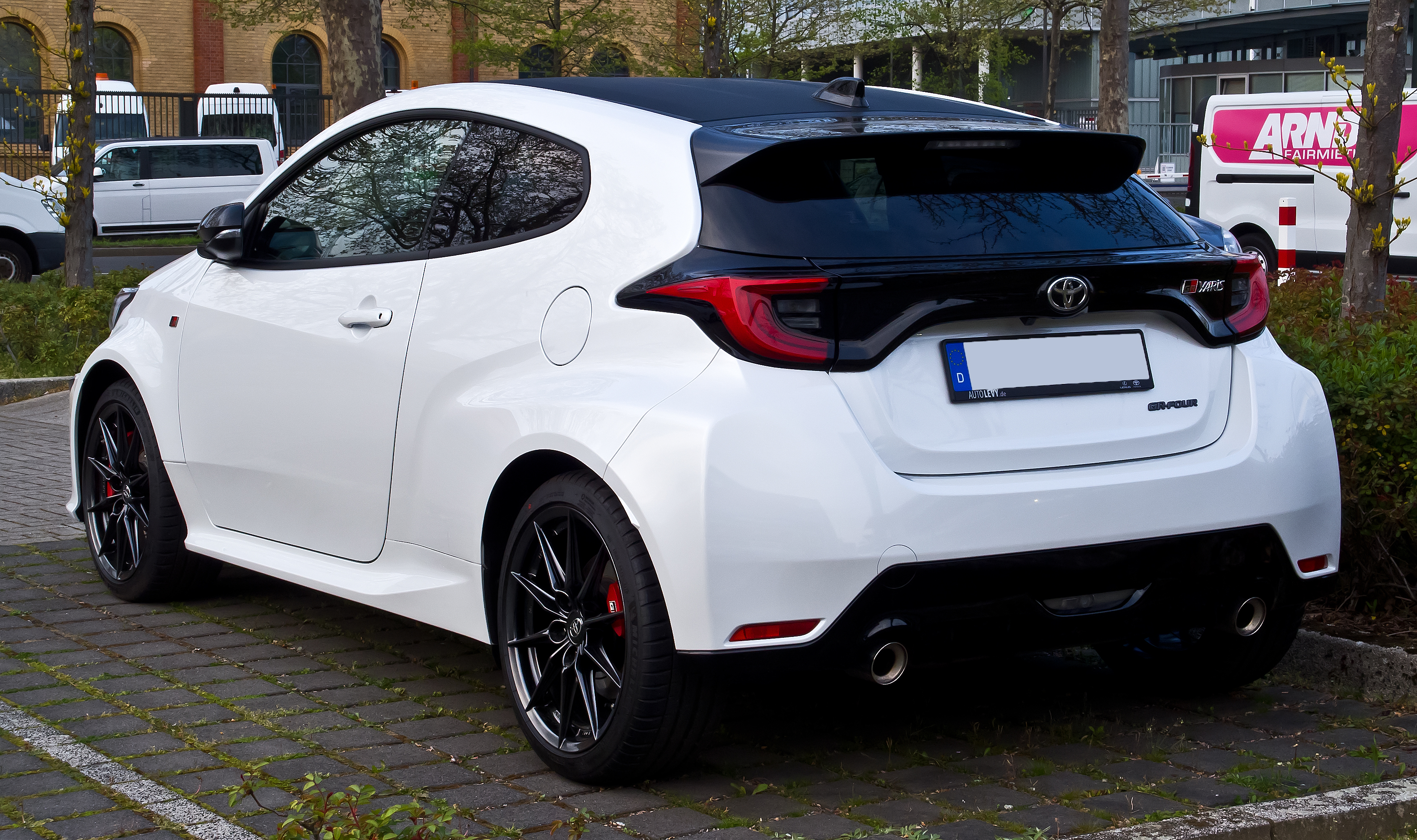
2020年9月販売型 RZ "High performance" リア
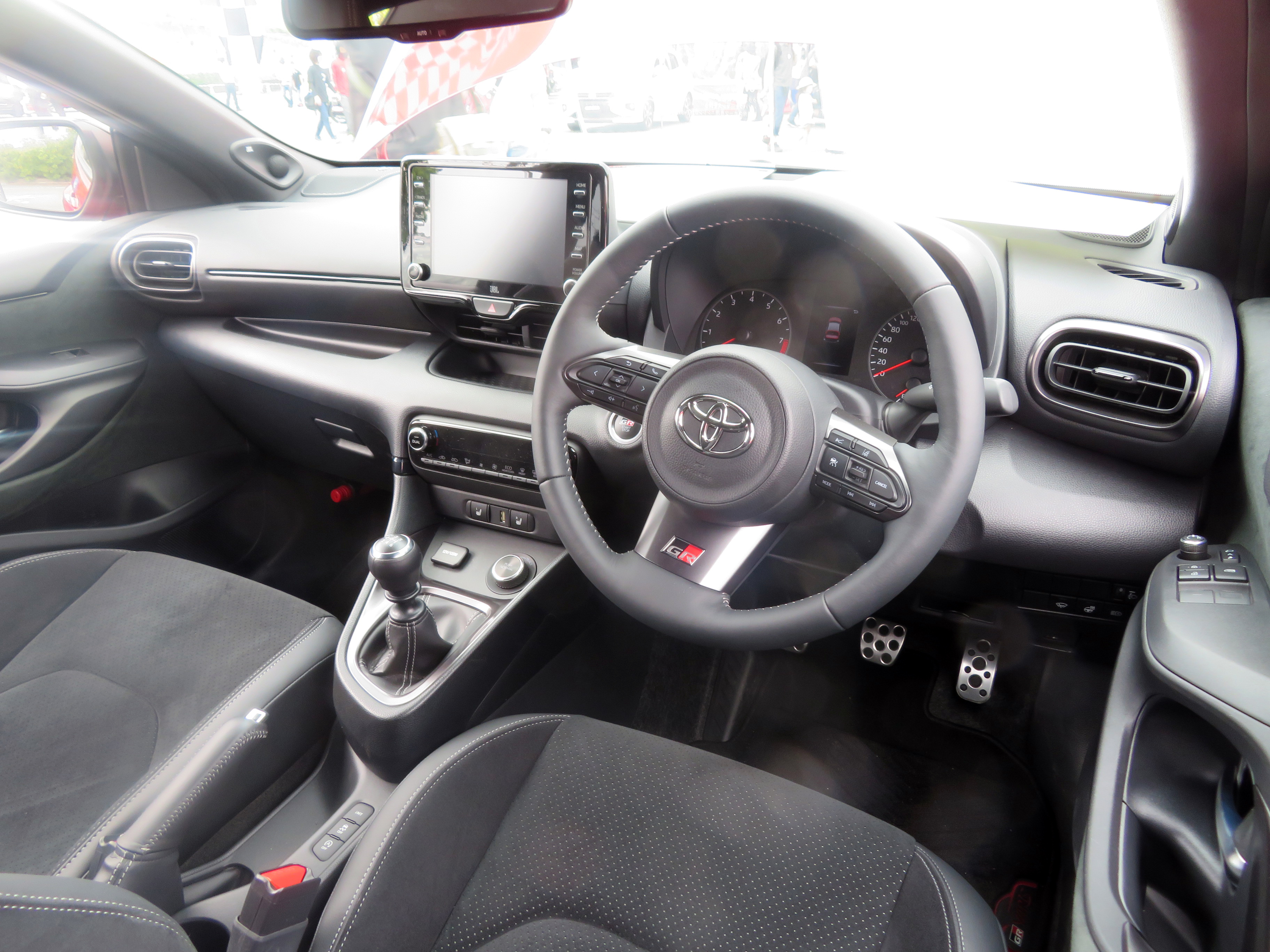
2020年9月販売型 RZ インテリア
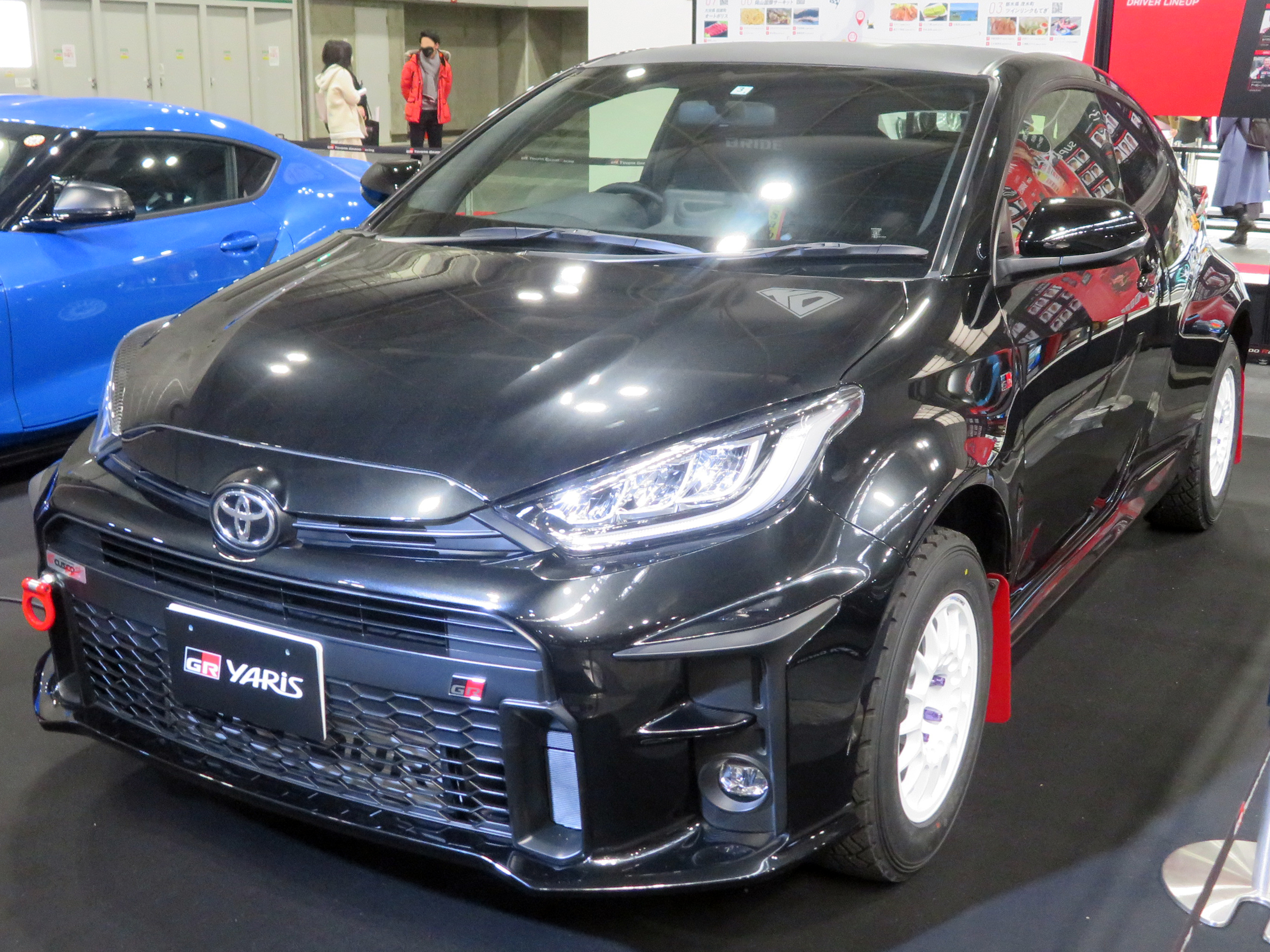
RC（大嶋和也による競技車両カスタム） フロント
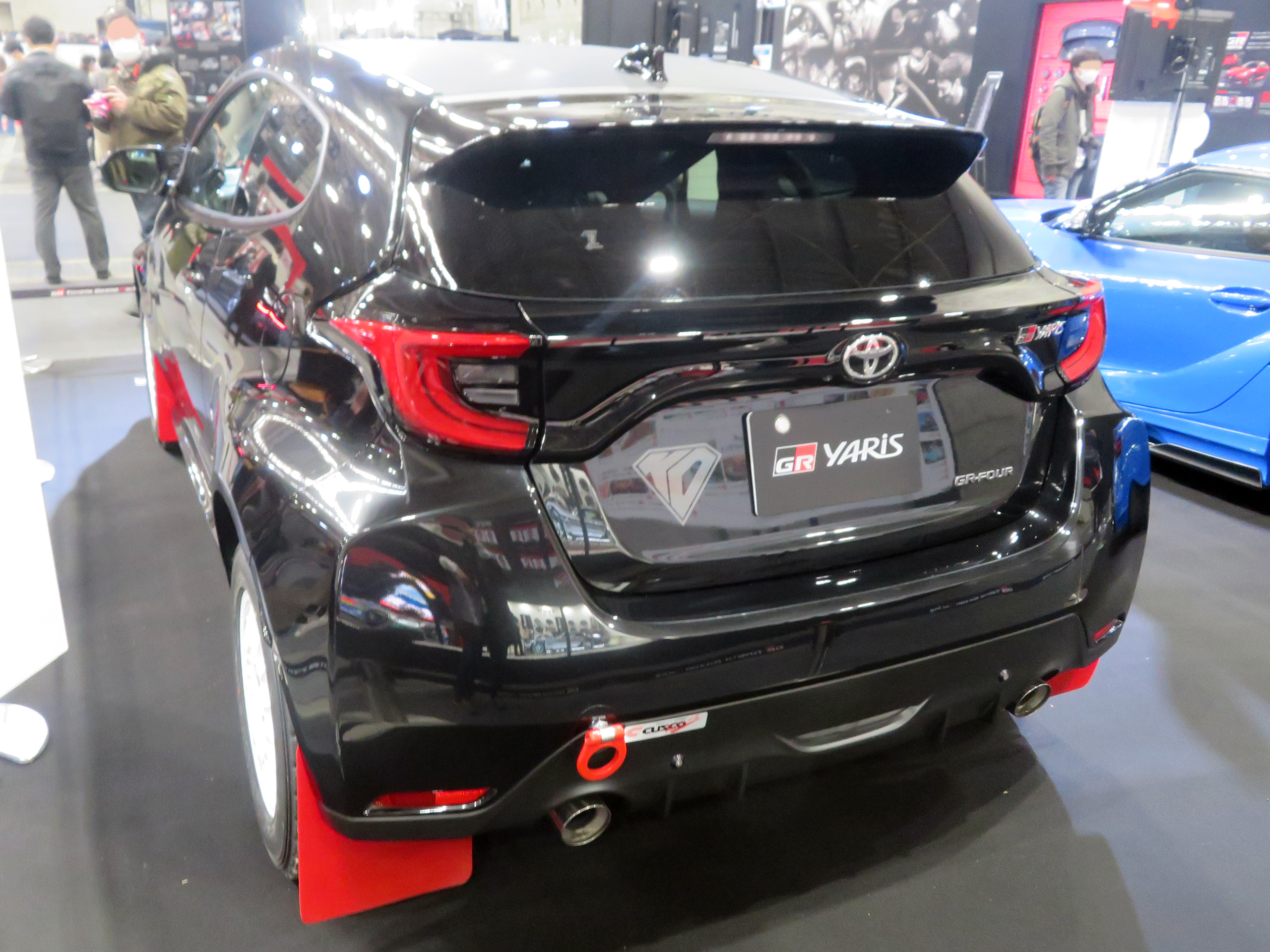
RC（大嶋和也による競技車両カスタム） リア
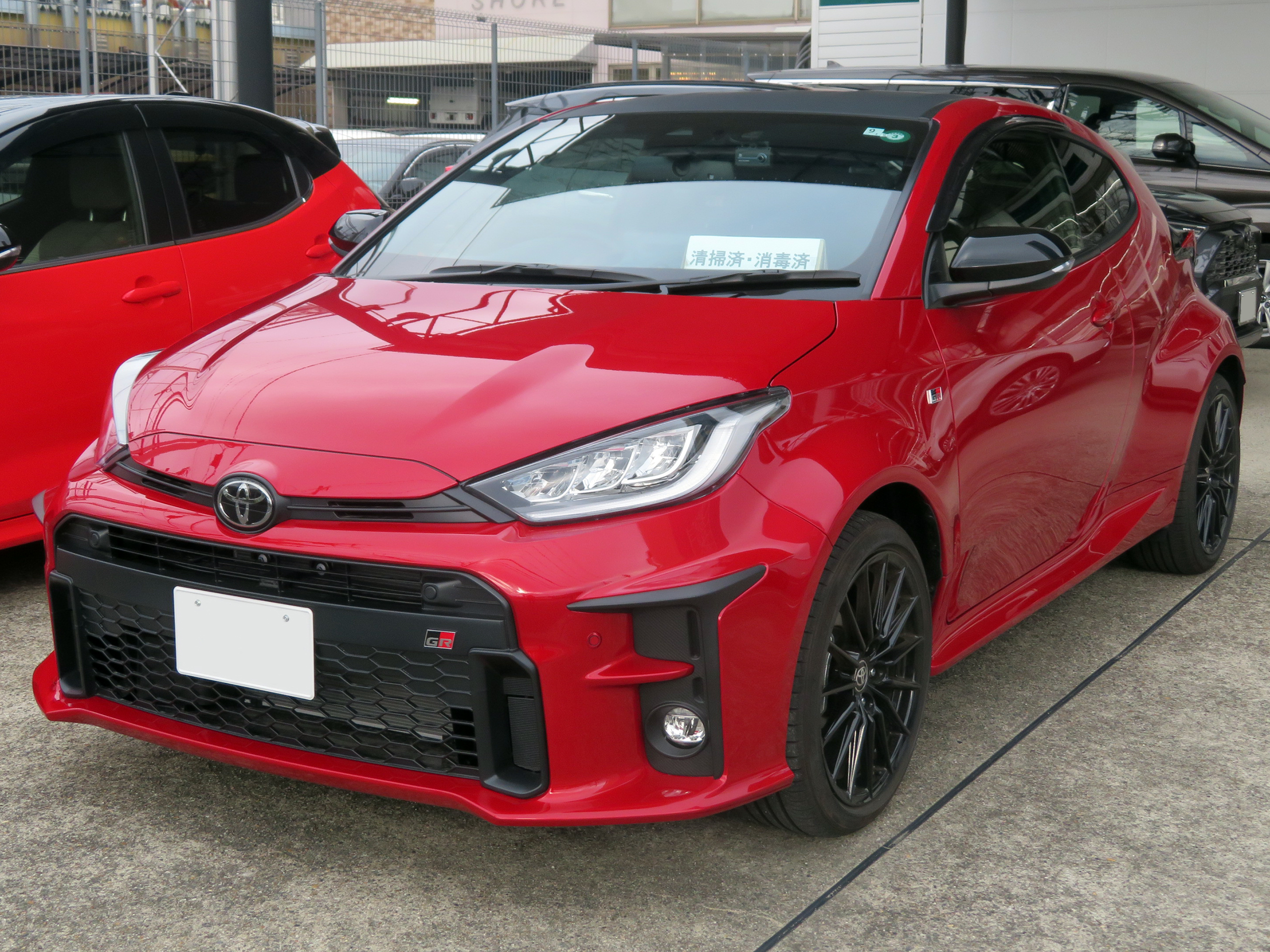
RS フロント
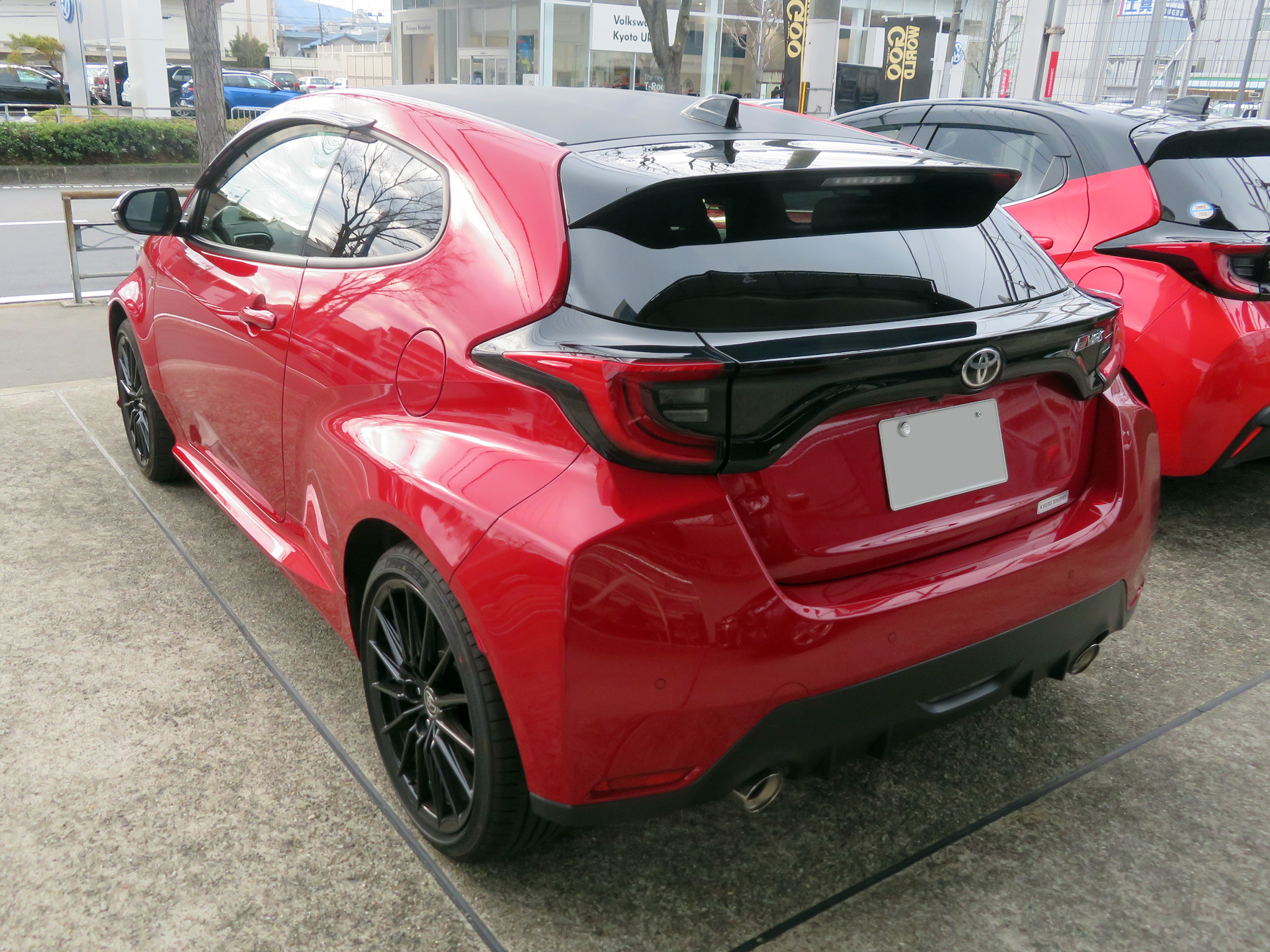
RS リア
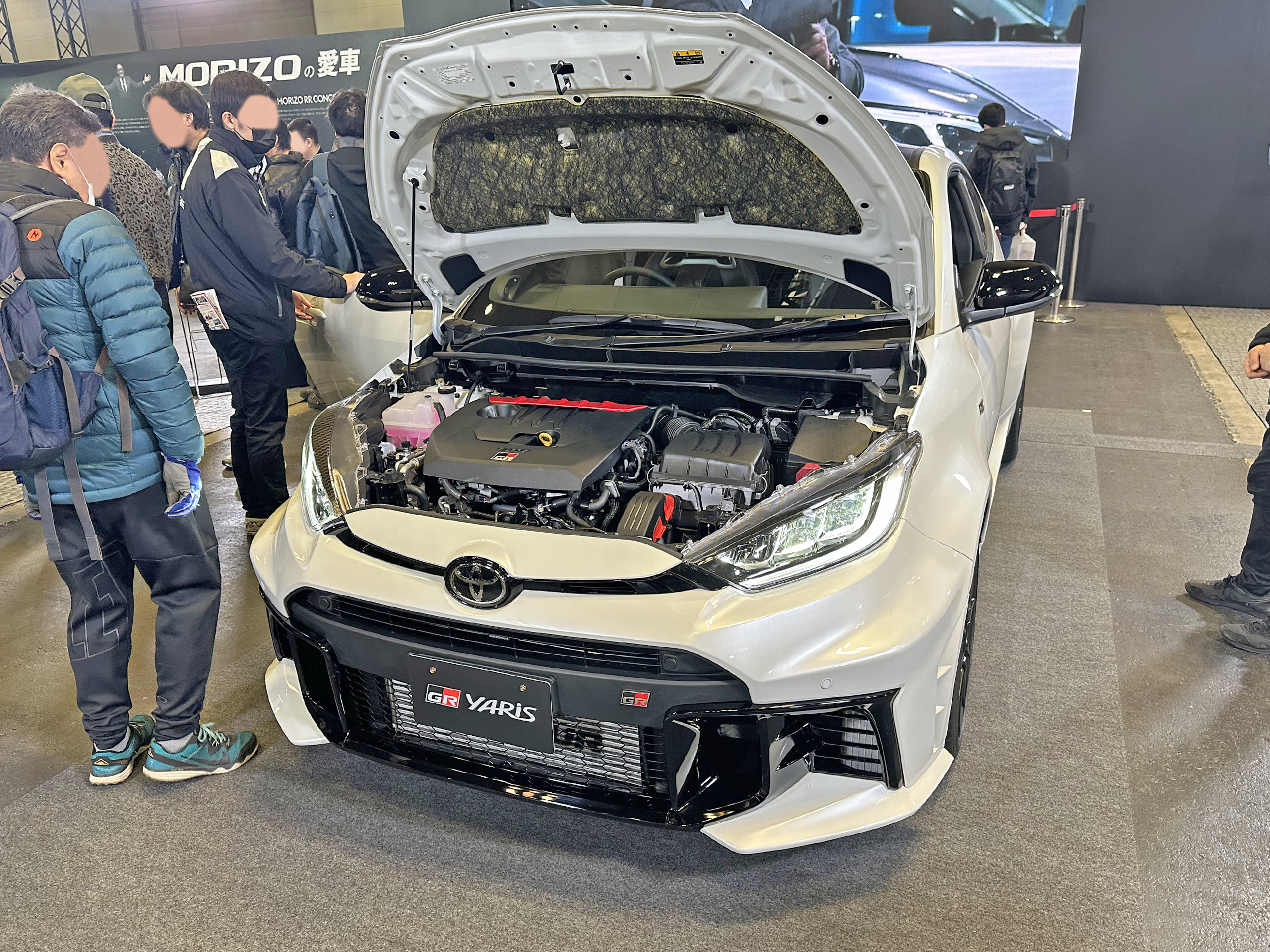
2024年1月改良型 RZ"High performance"8段GR-DAT搭載モデル
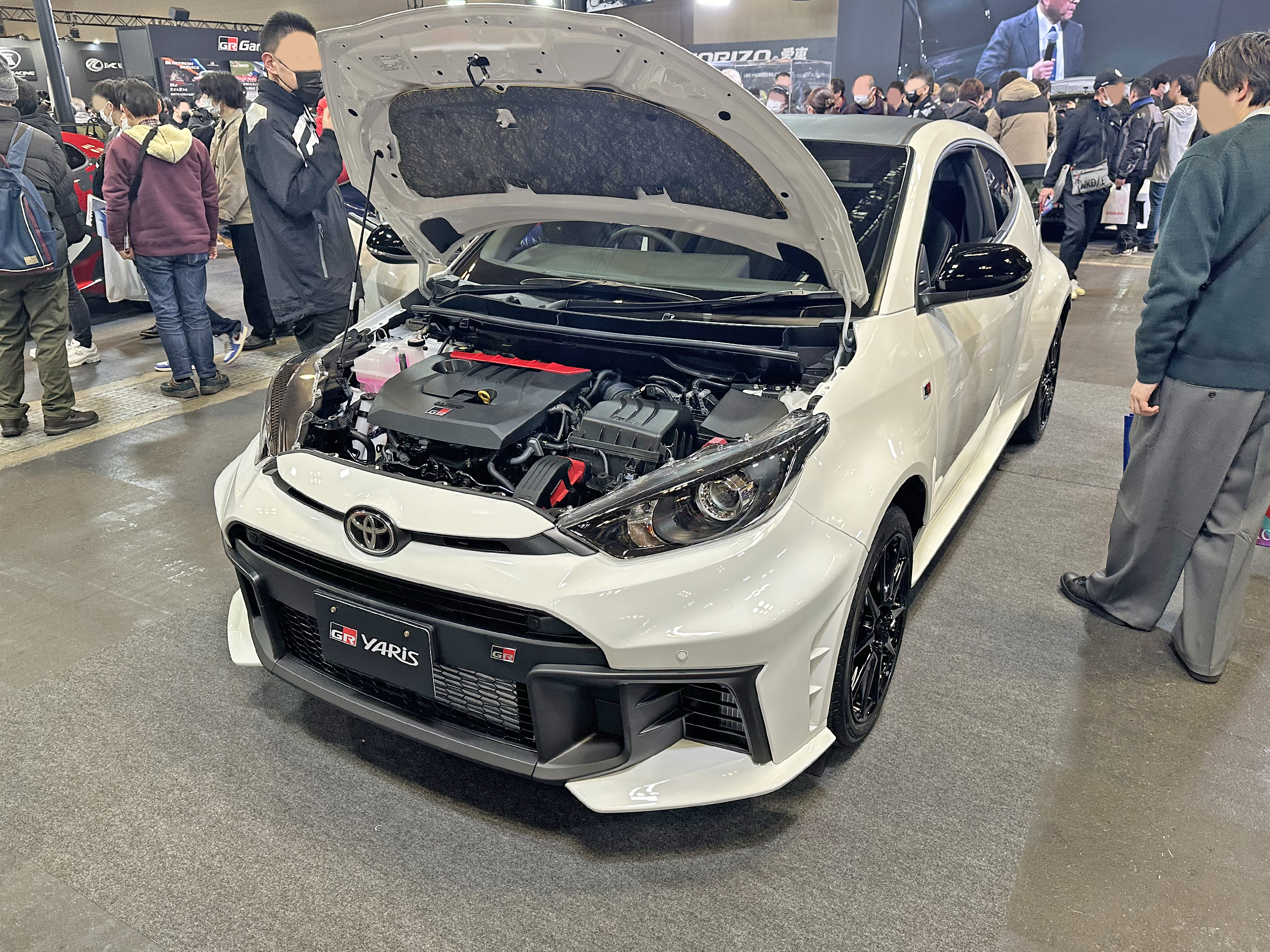
2024年1月改良型 RC フロント
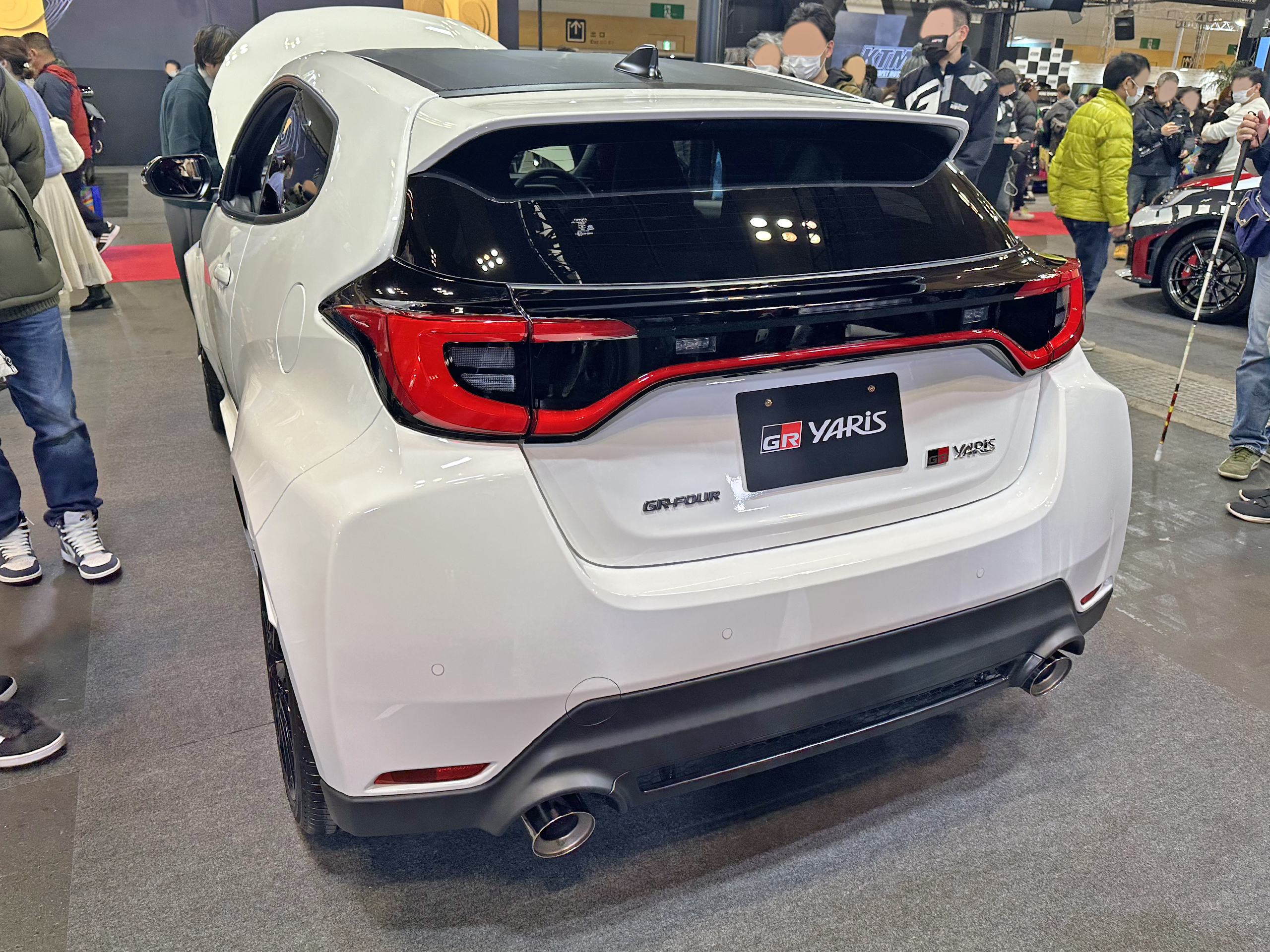
2024年1月改良型 RC リア
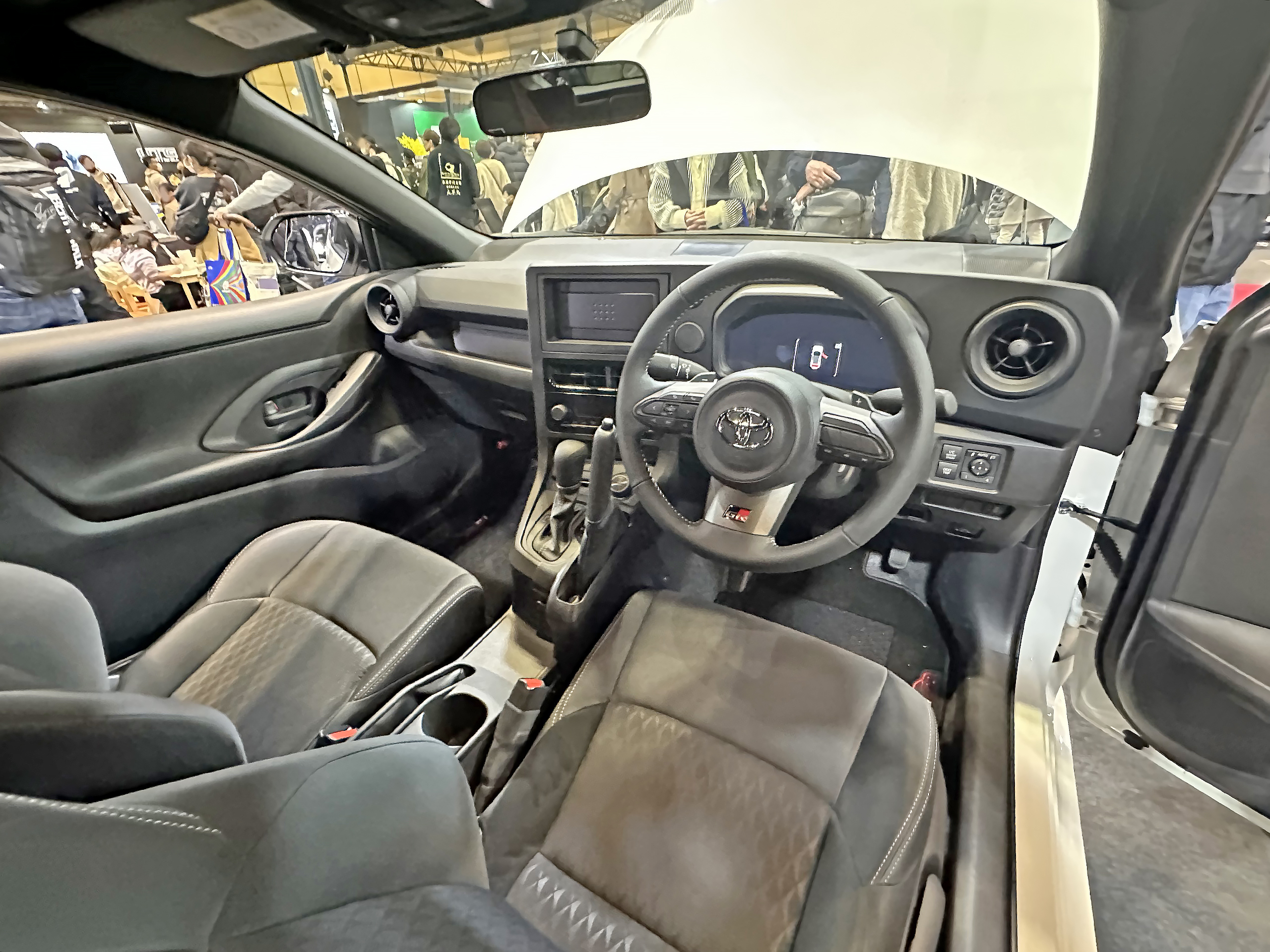
2024年1月改良型 RC インテリア
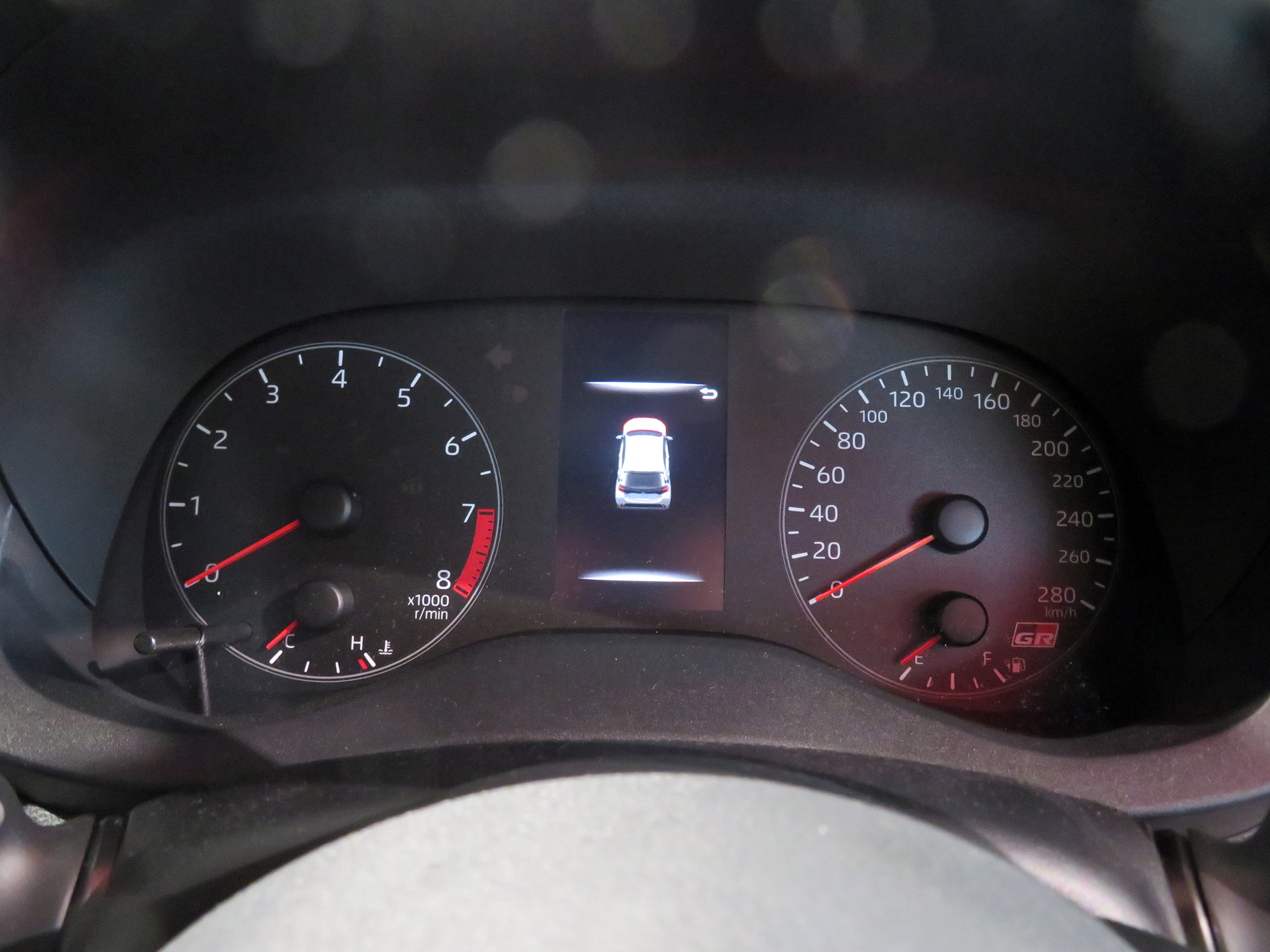
2020年9月販売型 RZ "High performance"のアナログメータ
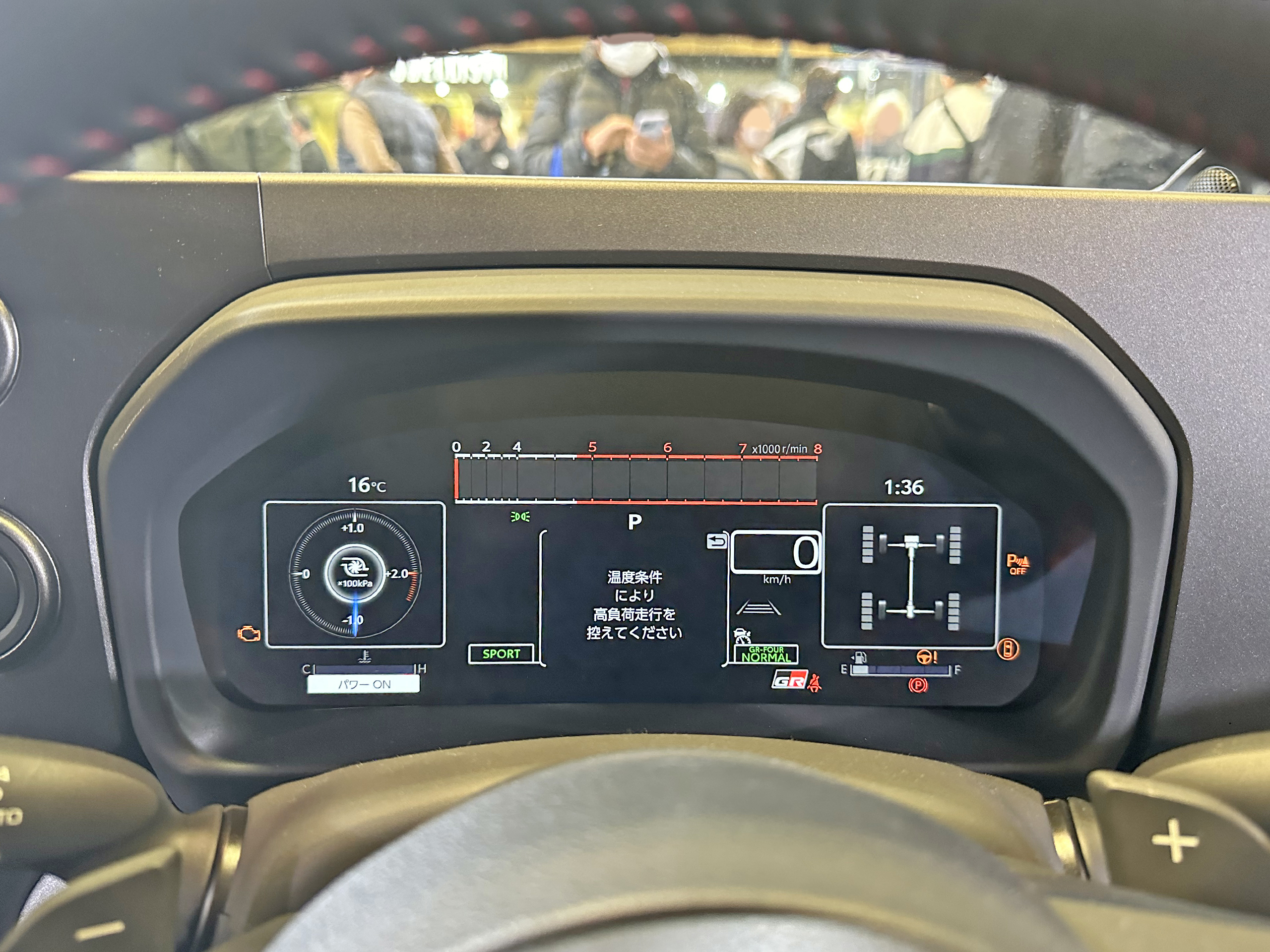
2024年1月改良型 RZ"High performance"のデジタルメータ（液晶ディスプレイ）

## GRMNヤリス
2022年1月14日、東京オートサロン2022にてGRヤリスの500台限定フルチューンモデルとなる『GRMNヤリス』が発表された。このGRMNヤリスはソフトウェアやエンジン、駆動系に強化を施す「アップデートプログラム」というサービスと、購入者に好みのカスタムが出来るように購入者自身の運転データを収集し解析、それを元にエンジン制御、ステアリング制御、駆動配分を各自に合わせる「パーソナライズプログラム」というサービスがあり、その2通りの提供方法を選択可能。
また、追加装備をつけるパッケージが2つ存在する。1つは「Circuit package」であり、ロード性能を向上させるためのGRMNヤリス専用ブレーキ、ビルシュタイン製ショック、カーボン製リアスポイラー、サイドスポイラー、スカートといった追加パーツを装備することが可能。もう一つは「Rally package」で走破性を高めるためのパーツ類をラインナップしており、GRブランドのショックやショートスタビリンク、アンダーガード、ロールバーを追加で装備可能。

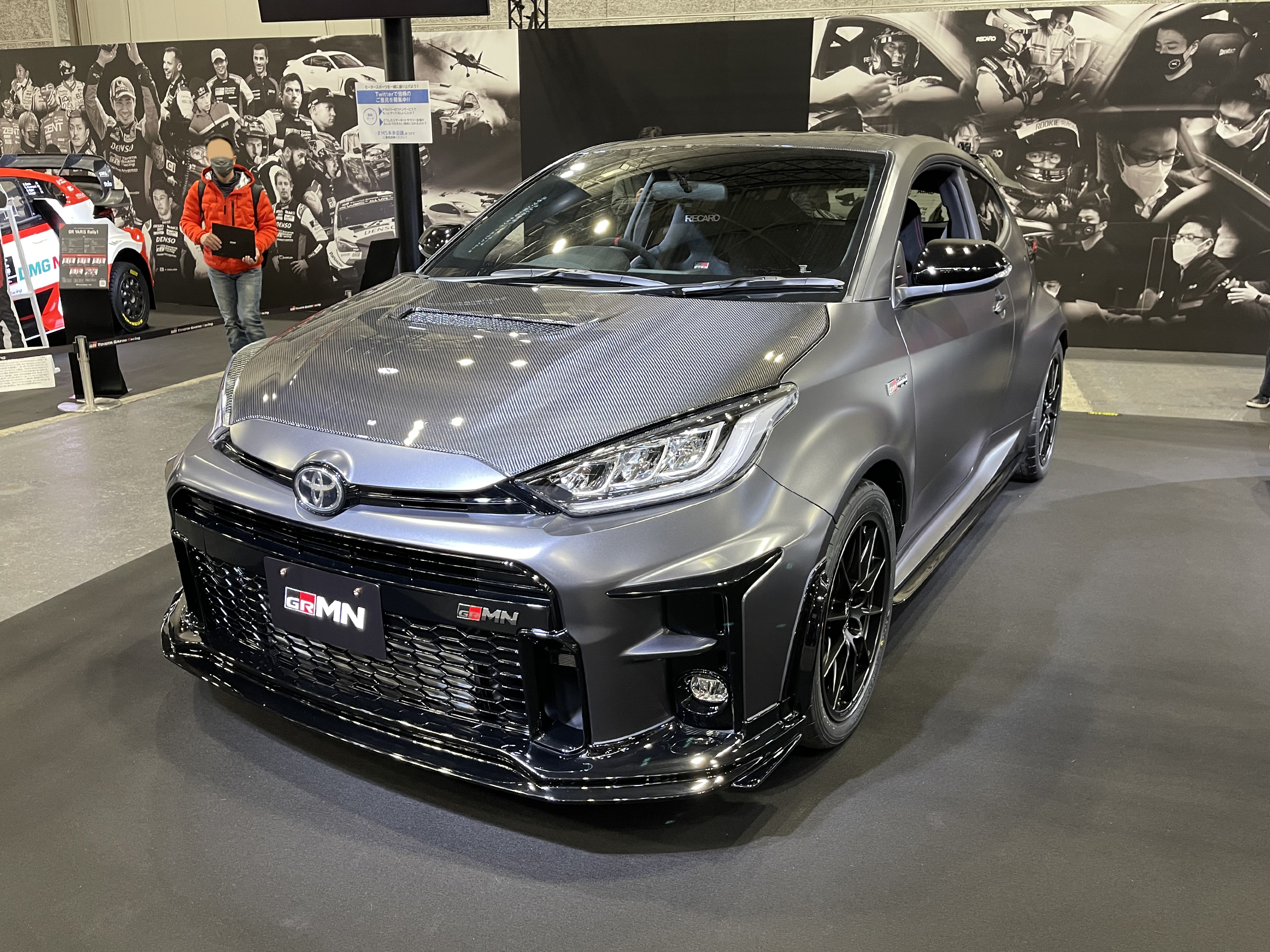
GRMNヤリス"Circuit package"（大阪オートメッセ2022にて）
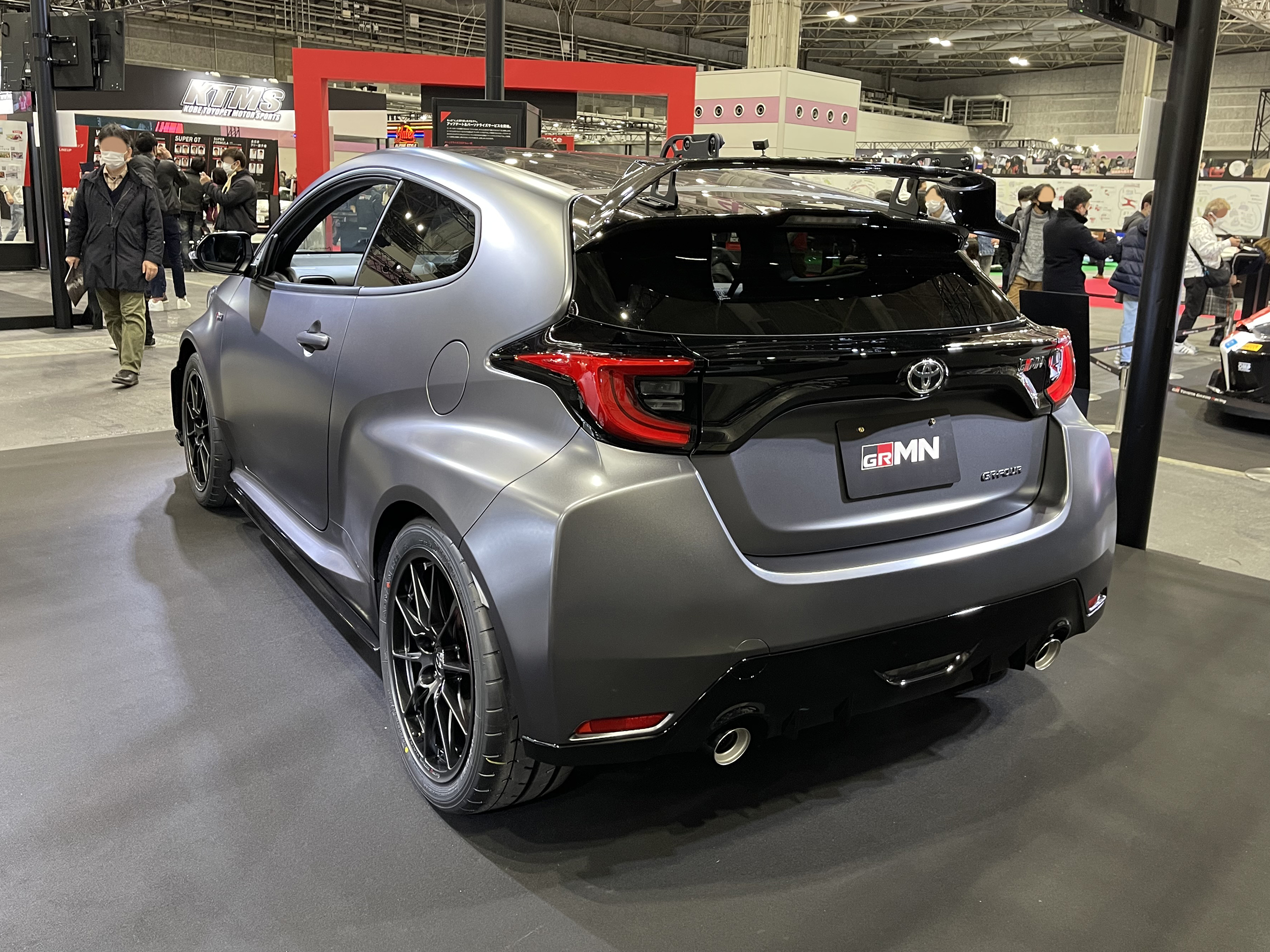
GRMNヤリス"Circuit package"（大阪オートメッセ2022にて、リア）
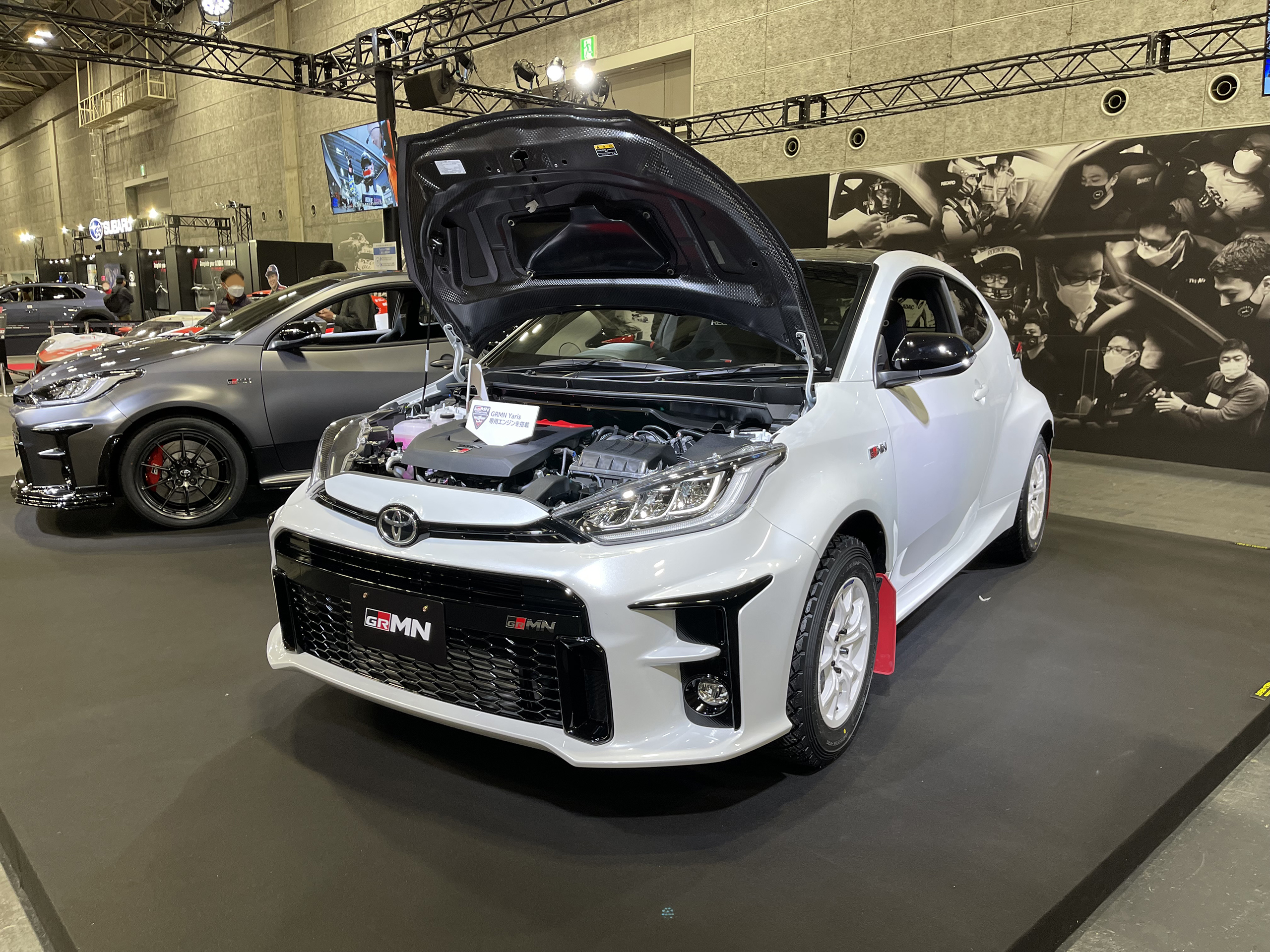
GRMNヤリス"Rally package"（大阪オートメッセ2022にて）
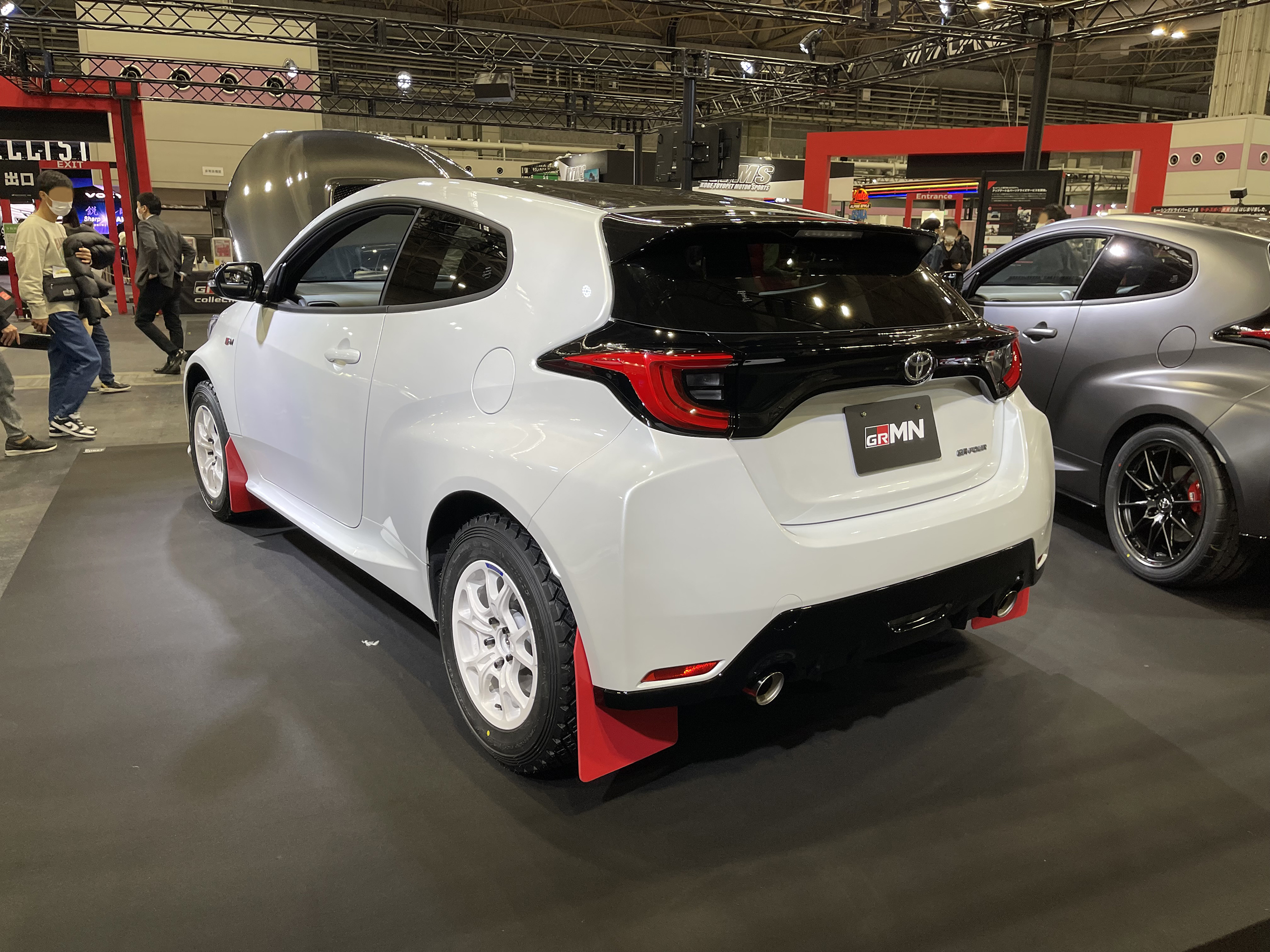
GRMNヤリス"Rally package"（大阪オートメッセ2022にて、リア）

### メカニック面
メカニック面では、ボディー剛性を向上させるために通常のGRヤリスに比べスポット溶接打点数を545点ほど増やしており、またボディー用の構造接着材を延べ12 m分延長している。加えてボディーの軽量化を図るため、綾織CFRP製のカーボンルーフ、カーボンフード、カーボンリアスポイラーなどを装備。またリアシートを全て撤去し、GRヤリス RZ "High performance"に比べ約20 kgの軽量化を達成している。
駆動系ではモータースポーツの過程で鍛えられたトランスミッションを採用しており、クロスギアレシオトランスミッションとローファイナルギヤを両方セットで採用する。ギヤ比はエンジンのパワーバンドを生かすことを目的に1 - 4速をクロスレシオに設定。また、耐久レースなどに使用されることを想定し1、3、4、5速とファイナルギヤに高強度・高靱性のSNCM材を使用、さらにショット処理も施されショックトルクおよび疲労強度の向上を図っている。

### スペック
| 項目           | GRMNノーマル | GRMN『Circuit package』 | GRMN『Rally package』 |
| -------------- | ------------ | ----------------------- | --------------------- |
| 全長           | 4,030 mm     | 4,030 mm                | 3,995 mm              |
| 全幅           | 1,815 mm     | 1,815 mm                | 1,805 mm              |
| 全高           | 1,475 mm     | 1,475 mm                | 1,455 mm              |
| ホイールベース | 2,560 mm     | 2,560 mm                | 2,560 mm              |
| 乗車定員       | 2名          | 2名                     | 2名                   |
| 車両重量       | 1,250 kg     | 1,260 kg                | 選択により異なる      |

| スペック           | スペック                             |
| ------------------ | ------------------------------------ |
| タイプ             | 直列3気筒DOHC12バルブIC付きターボ    |
| 総排気量           | 1.618 cc                             |
| 最高出力           | 272 PS (200 kW) / 6500 rpm           |
| 最大トルク         | 390 N⋅m (39.8 kgf⋅m) / 3200–4000 rpm |
| 燃料タンク容量     | 50 L                                 |
| トランスミッション | iMT、6速マニュアル                   |
| 駆動方式           | 4WD                                  |

| ギヤ段階 | ギヤ比 |
| -------- | ------ |
| 1速      | 03.414 |
| 2速      | 02.238 |
| 3速      | 01.592 |
| 4速      | 01.162 |
| 5速      | 01.081 |
| 6速      | 00.902 |
| 後退     | 03.557 |

## モータースポーツ

### ラリー
2020年2月にユホ・ハンニネンがテストドライブするWRカー仕様の走行映像が公開され、翌年のデビューに備えていたが、新型コロナウイルス流行の影響による開発の遅れもあり、同年6月15日に投入の見送りが発表されている。
2022年の世界ラリー選手権からは、プラグインハイブリッドの新規則・「ラリー1」規定の「GRヤリス ラリー1」が参戦。初年度にカッレ・ロバンペラが史上最年少でドライバーズチャンピオンとなっており、さらにコ・ドライバー/マニュファクチャラーズ部門も併せてタイトル3冠を達成し、翌2023年も全て防衛した。
市販車のGRヤリスも、2022年よりトヨタチームのレッキ車として使用されている。
WRC2クラスのプライベーター向け車両規定である「ラリー2」仕様も開発されており、2022年のラリージャパンにおいて公開されてモリゾウによるデモ走行が行われたほか、2023年の新城ラリー以降の全日本ラリー選手権に賞典外ながらも開発車両が実戦投入された。その後、2024年1月4日に正式にFIAのホモロゲーションを取得し、同年のラリー・モンテカルロでデビューすることとなっている。
全日本ラリー選手権では2020年11月開催の第4戦ツール･ド･九州でクスコレーシングとオサムファクトリーによりJN1クラスにGRヤリスが初投入された。2021年からは勝田範彦と奴田原文雄もマシンをGRヤリスに切り替えて参戦。純レーシングカーのシュコダ・ファビアR5と、人馬ともに熟成したスバル・WRX STIに苦戦するが、TGRのワークスマシンを駆る勝田が第7戦ラリー・カムイで初優勝を挙げると、その後グラベル・ターマック問わず4連勝で逆転しチャンピオンを獲得した。2023年途中からは勝田の車両が先述したラリー2の開発仕様に、眞貝知志の車両が8速GR-DATの開発仕様を搭載したGRヤリスに変更されて参戦している。その後、2024年には眞貝の車両が第2戦から外装がマイナーチェンジ仕様のものに変更されたほか、勝田や奴田原、前年までファビアR5で参戦していたヘイキ・コバライネンの車両がラリー2のホモロゲーション取得後の仕様のものに変更されて参戦している。またこの年から次世代ドライバー発掘プログラムとして、JN‐2クラス内に同車のワンメイクで行うサブカテゴリー「MORIZO Challenge Cup」を設け、年間成績優秀者にはTGR-WRTの拠点があるフィンランドでの走行機会が提供される。
オーストラリアラリー選手権ではニール・ベイツ・モータースポーツ率いるTOYOTA GAZOO Racing Australiaにより、AP4規定に改造されたGRヤリスが参戦している。
イタリアでは現地法人により、GRヤリスのワンメイクラリーが開催されている。
前輪駆動+1.5 L自然吸気エンジンの「RS」グレードも2021年から各チームによって全日本のJN-5クラスに投入されている。同じパワートレインのヤリス（5ドアハッチバック）に比べると、130kg重いことに起因する加速力の不足や、リアの限界域が馬力に対して高すぎるせいで振り回しづらいといった弱点があり、低速コーナーや摩擦係数の高いタイトコーナー、ヒルクライムでは遅れを取っていた。このため豊田自動織機所属の天野智之は、2021年シーズン途中で「RS」から旧型のヴィッツに一旦戻した上で自身8度目の全日本タイトルを獲得している。その一方で摩擦係数の低い路面では進歩したCVT制御の強みが発揮された他、ダウンヒルや高速コーナーでの性能ではボディと足回りの良さでポテンシャルの高さを見せており、セッティングの熟成とドライビングの適合を進めた末に天野は2022年の開幕戦新城で「RS」の初優勝を挙げ、同年末に9度目のタイトルを獲得した。

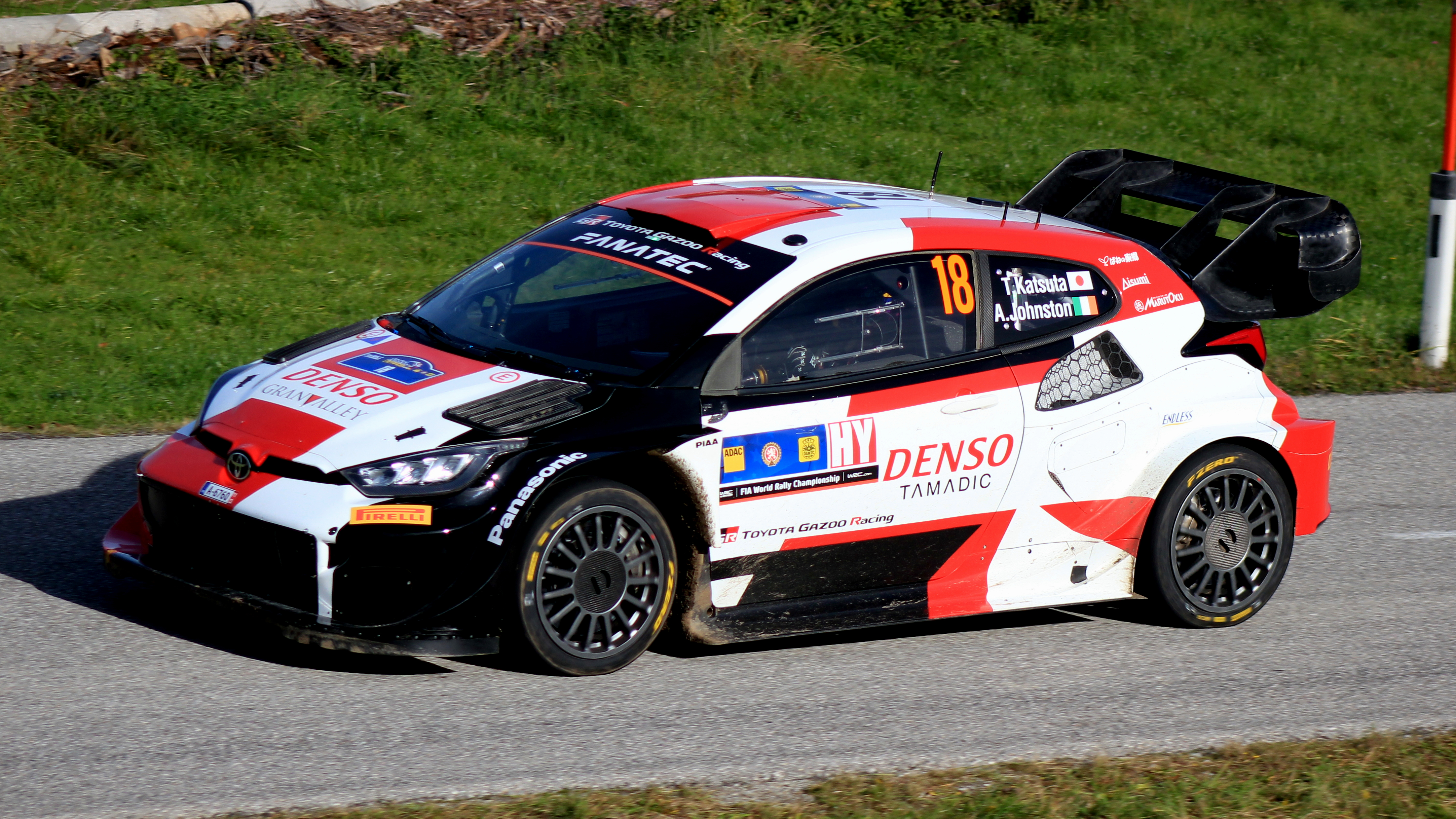
ラリー1規定のGRヤリス（2023年）
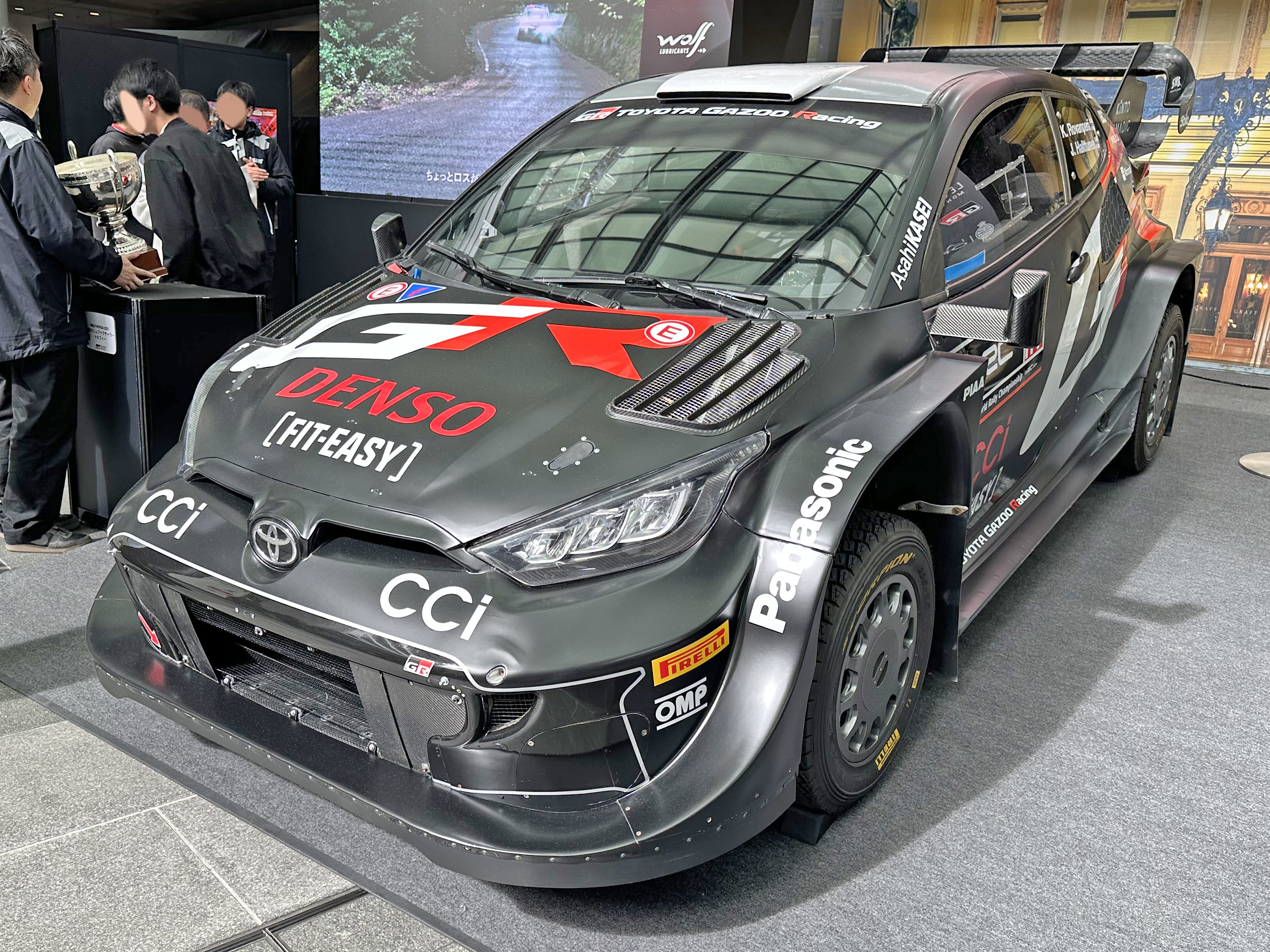
ラリー1規定のGRヤリス（2024年）
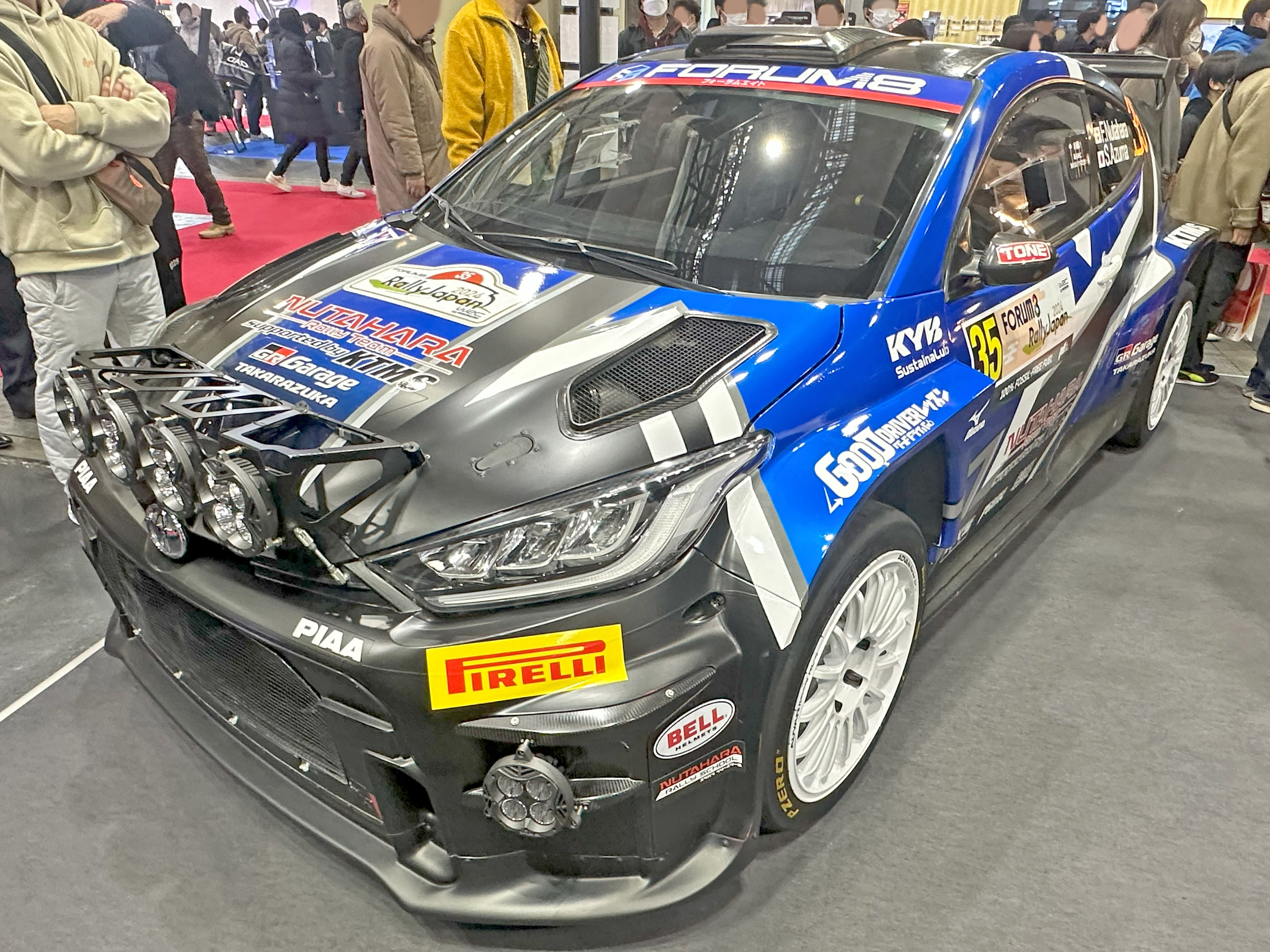
ラリー2規定のGRヤリス（2024年全日本ラリー選手権JN-1クラス車両、奴田原文雄搭乗車種）
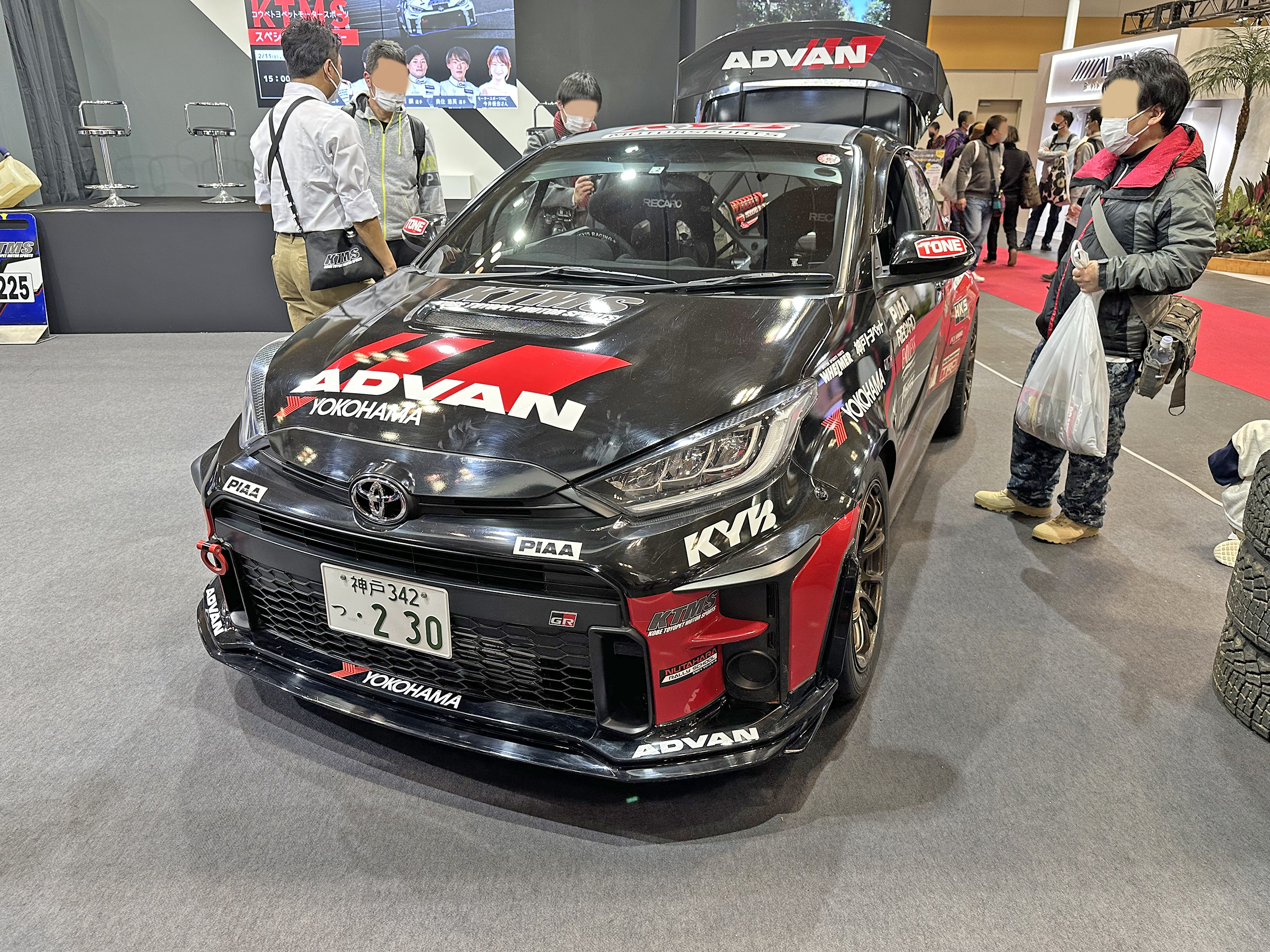
2022年全日本ラリー選手権JN-2クラス車両（奴田原文雄搭乗車種）

### サーキット

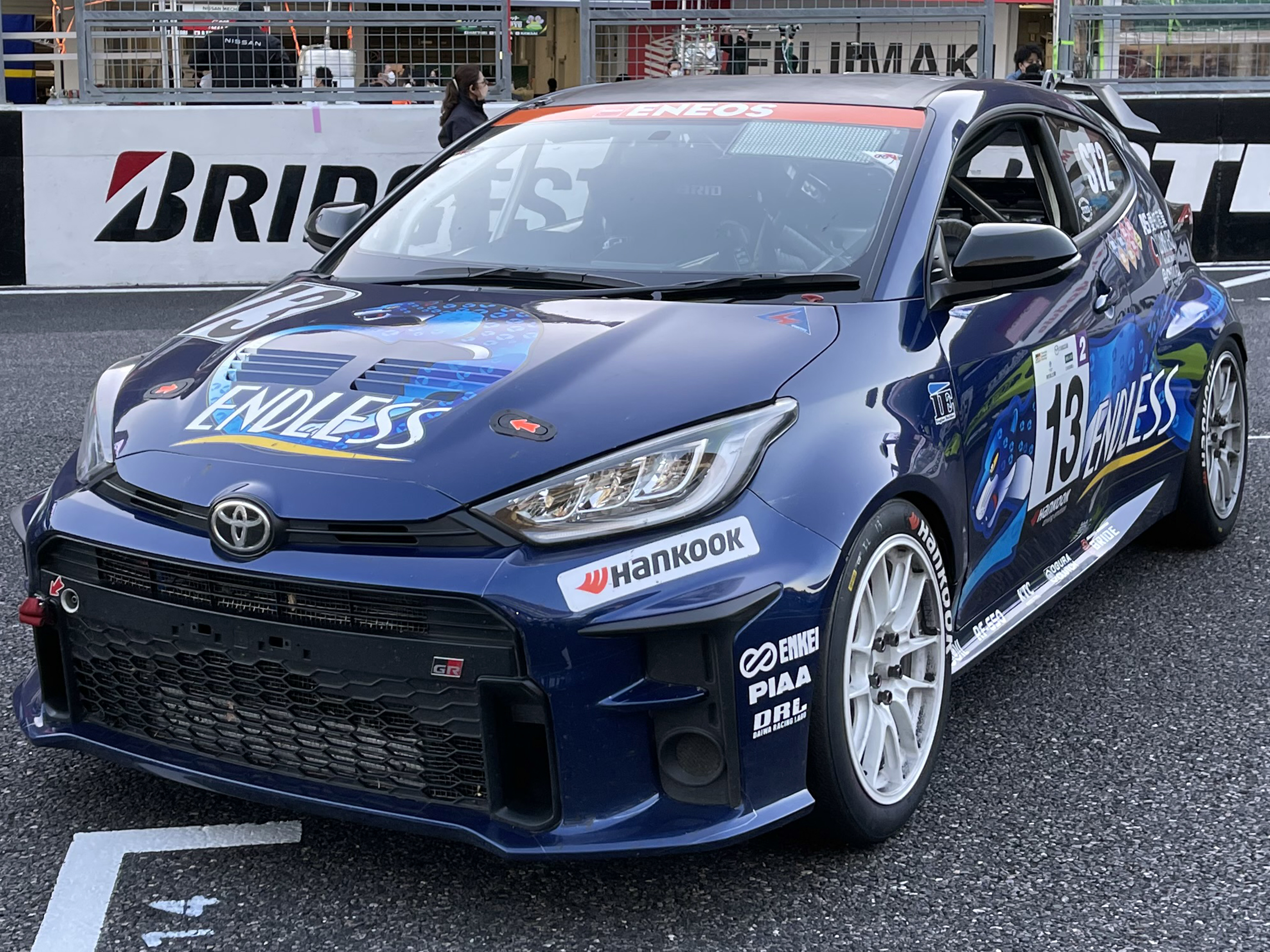
スーパー耐久に参戦するエンドレスアドバンスのGRヤリス（2022年鈴鹿5時間耐久レース完走後グリッドウォークにて）

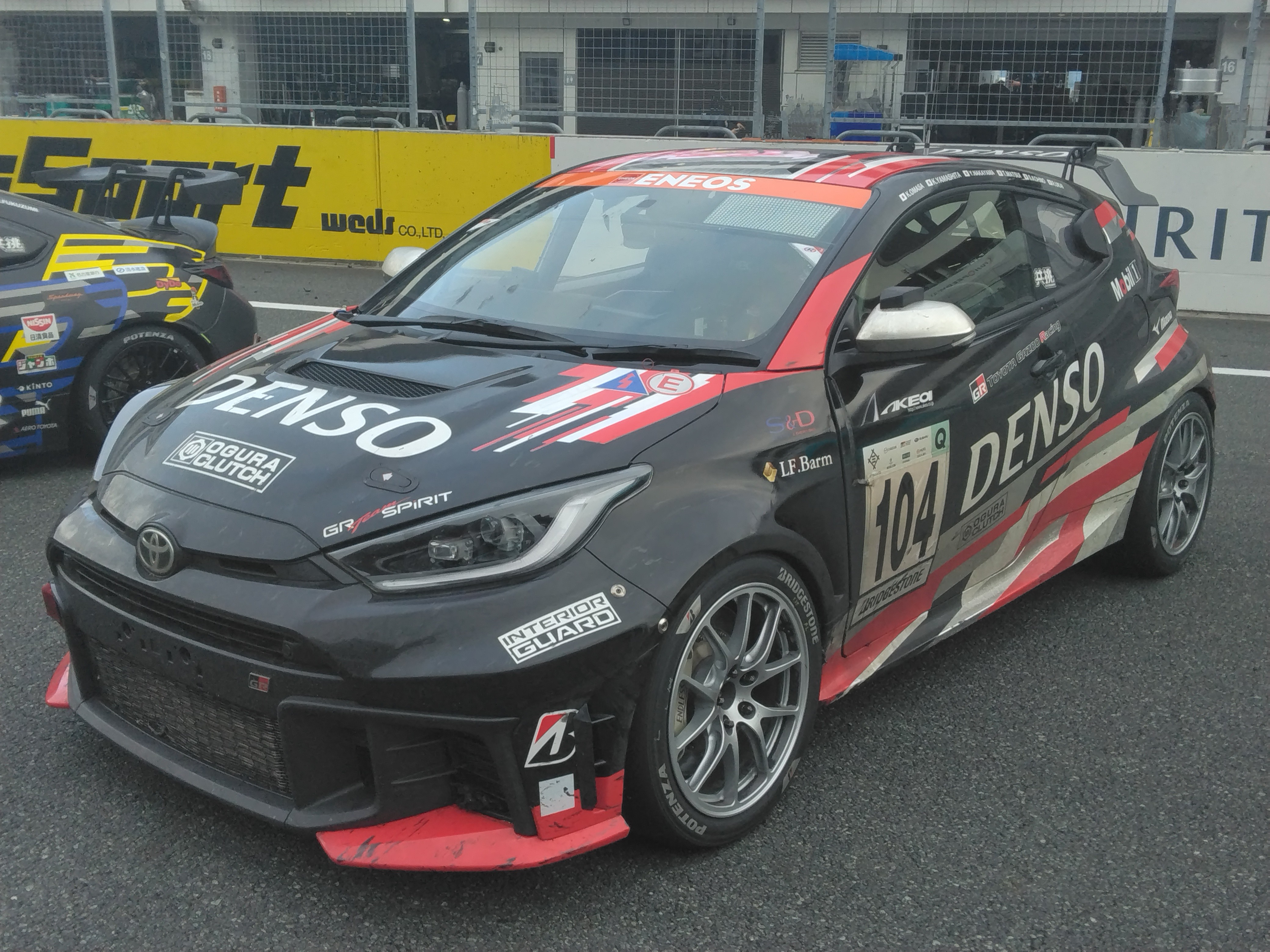
2025年のスーパー耐久に参戦するGR SPIRIT RACINGのGRヤリス（2025年富士24時間レースにて）

2020年1月の東京オートサロンにてTOYOTA GAZOO Racing（TGR）の姉妹チームとなるROOKIE Racingから、スーパー耐久のST-2クラスへ参戦が発表。規則の関係上で、ラリーより先にサーキットでデビューすることとなった。エンジンは補機類はノーマルだが、ECUチューンにより320馬力にまでパワーアップしている。開幕戦富士24時間レースではモリゾウ（豊田章男トヨタ自動車社長）・井口卓人のタイムアタックで予選1位を獲得し、夜に大雨に見舞われた決勝でも終始レースをリード。同じくデビュー戦であったトヨタ車のGRスープラ・クラウンRSと共にクラス優勝でデビュー戦を飾っている。この時モリゾウ直々に、新車としての問題点を洗い出すために「壊せ」という指示が出ており、終始ハイペースでの周回であったが、全くのノートラブルであった。第2戦のスポーツランドSUGOでは3位、第3戦の岡山国際サーキットでは2位、第4戦のツインリンクもてぎと第5戦のオートポリスでは優勝し、2020年のST-2クラスのチャンピオンを獲得した。
同チームのGRヤリスは2021年の第2戦SUGOを最後に勇退し、G16E-GTS型エンジンをベースとした直列3気筒の水素エンジンを搭載したカローラスポーツに後を譲っているが、2023年の開幕戦と富士スピードウェイでの公式テストに関しては参戦予定だったGRカローラがトラブルに際して参戦できなくなったことから、ST-2クラスとST-Qクラスの差はあるものの再度GRヤリスで参戦し、その後第5戦では開発スケジュールの関係でGRカローラが休戦した代わりに8速GR-DATを搭載したGRヤリスが登場した。プライベーターたちによる運用は続いており、2022年現在のST-2クラスではGRヤリスは最大勢力となっている。
また、ST-Qクラスでは2023年と2024年にDAT(ダイレクト・オートマチック・トランスミッション)やサメ肌サイドミラーの開発を目的にROOKIE Racingから参戦している。また、2025年からはGR Team SPIRITから前年度までROOKIE Racingが使用していた車両をベースに改造を施したものを使用して参戦している。また、開発中の直列4気筒2リッターターボエンジンをミッドシップ搭載した『GRヤリスMコンセプト』がTOYOTA GAZOO Racingから年内より参戦する予定となっている。
2025年にはニュルブルクリンク24時間レースのSP2TクラスにはTGRとROOKIE RacingのジョイントチームであるTOYOTA GAZOO ROOKIE Racing（TGRR）より2台のDAT仕様で参戦。メイン車両となる109号車はノートラブルで24時間を走り切りクラス1位（総合52位）でゴール。もう一台の382号車は109号車の"先導車"兼トラブル発生時の予備車として参加し、最終的に計18周のみ走行となったため完走扱いにはならなかった。後に109号車はTGRRより同年のスーパー耐久第5戦のST-Qクラスに当初投入予定だった『Mコンセプト』の代役としてスポット参戦した。

## 車名の由来
「GR」は、トヨタのスポーツカーブランド「GR」に由来する。
「Yaris」は、ギリシャの神々の名前の語尾によく使われる「is」と、開放的でダイナミックな発音である「Ya」を組み合わせた造語である。

## 販売店
全国のトヨタディーラー各店で販売。